# ADO Den Haag in het seizoen 2017/18 (mannen)
Het seizoen 2017/18 is het 113e jaar in het bestaan van de Haagse voetbalclub ADO Den Haag. De Hagenezen nemen deel aan de Eredivisie en het toernooi om de KNVB beker onder leiding van hoofdtrainer Alfons Groenendijk. Onder leiding van hoofdtrainer Alfons Groenendijk behaalde ADO een knappe zevende plaats in de competitie. Voor het eerst sinds het seizoen 2010/11 werden de play-offs voor Europees voetbal bereikt. Spelers als Robert Zwinkels, Abdenasser El Khayati en Bjørn Johnsen waren bepalend voor de Haagse equipe.

## Samenvatting seizoen

### Voorafgaand aan het seizoen
- Verschillende spelers vertrokken transfervrij bij ADO. Dat gold voor de jeugdige doelmannen Rody de Boer (Telstar) en Jurrian Jouvenaar (Forum Sport). Ook Henk van Schaik (FC Twente) en Jerdy Schouten (Telstar) vertrokken. Daarnaast werden de contracten van Guyon Fernandez, Ruben Schaken, Abel Tamata en Tom Trybull niet verlengd. Middenvelder Abdenasser El Khayati was gehuurd van Queens Park Rangers en ging terug naar Engeland. Ook Randy Wolters, die gehuurd was van Go Ahead Eagles, vertrok uit Den Haag. Dion Malone besloot zijn aflopende contract niet te verlengen en vertrok naar Qäbälä.
- Doelman Tim Coremans (FC Dordrecht) en aanvallers Ludcinio Marengo (Go Ahead Eagles) en Dennis van der Heijden (FC Volendam) keerden dit seizoen na een verhuurperiode terug in Den Haag.
- Trainer Alfons Groenendijk verlengde zijn contract met twee jaar. Assistenten Dirk Heesen en John Nieuwenburg zagen hun contracten met drie jaar verlengd worden. Ook Manager Voetbalzaken Jeffrey van As bleef drie extra jaren verbonden aan ADO. Assistent-trainer Ekrem Kahya nam afscheid van ADO, net zoals A1-coach Aleksandar Ranković. Frans Danen volgde Rob Meppelink op als Hoofd Jeugdopleidingen.
- De eerste zomeraanwinst van ADO was Nick Kuipers. De verdediger kwam over van MVV Maastricht, waar hij tevens aanvoerder was, en tekende in Den Haag een contract voor vier seizoenen.
- Aschraf El Mahdioui werd verkocht aan AS Trencin. De middenvelder had nog een tweejarig contract, maar koos voor een Slowaaks avontuur.
- De nieuwe hoofd- en shirtsponsor van ADO werd Cars Jeans. Tevens werd het Kyocera Stadion omgedoopt tot Cars Jeans Stadion.
- De eerste training vond plaats op maandag 26 juni.
- Het eerste oefenpotje werd gewonnen. LVV Lugdunum werd in Leiden met 0-6 verslagen.
- Mike Havenaar keerde terug naar Japan. De Japanse spits, die in zijn beide Haagse jaargangen clubtopscorer werd, vertrok naar Vissel Kobe. Middenvelder Kevin Jansen verliet ADO transfervrij voor NEC Nijmegen.
- ADO haalde op 3 juli Lex Immers terug naar de Hofstad. De middenvelder kwam over van Club Brugge. Henrik-Jan Rinner kwam binnen als nieuwe financieel directeur. Een dag later tekende middenvelder Donny Gorter een verbintenis voor nog drie extra jaren bij ADO.
- Donderdag 6 juli vertrok Gervane Kastaneer definitief; de aanvaller vertrok transfervrij en tekende een contract bij FC Kaiserslautern. Daar tegenover stond de komst van Bas Kuipers; de verdediger tekende een contract voor twee jaargangen in Den Haag.
- Van maandag 10 juli tot vrijdag 15 juli trok de selectie naar Renesse voor een trainingskamp.
- Doelman Ernestas Šetkus vertrok na een seizoen. De Litouwse international liet ADO achter zich voor Hapoel Haifa.
- Het eerste oefenduel tegen een ploeg uit het betaalde voetbal werd gespeeld op 18 juli. ADO was te sterk voor MVV Maastricht dankzij een doelpunt van Danny Bakker.
- Twee dagen later werd Elson Hooi gepresenteerd. De buitenspeler kwam over van het Deense Vendsyssel FF en tekende een contract voor twee seizoenen met een optie voor nog één jaargang. Hooi deed meteen mee in het oefenduel tegen De Graafschap en won namens ADO met 1-0.
- Ook Melvyn Lorenzen werd vastgelegd. De aanvaller was eerder al op proef bij ADO en tekende een contract voor twee seizoenen. De Duits-Oegandese buitenspeler kwam over van Werder Bremen. Hij ging meteen mee op trainingskamp naar China. Op uitnodiging van eigenaar United Vansen had ADO een vierdaags trainingskamp in Beijing. Hier speelde de Haagse ploeg ook een duel om de zogenaamde 'China Trophy' tegen Beijing Enterprises dat het met 2-1 won.
- Maandag 31 juli werd Edwin de Graaf aangesteld als nieuwe assistent-trainer. De voormalig middenvelder van ADO kwam over van Feyenoord waar hij jeugdtrainer was. Ook werd Bjørn Johnsen gepresenteerd als de nieuwe 'nummer 9'. De Amerikaans-Noorse spits verliet het Schotse Heart of Midlothian FC voor een driejarig contract in Den Haag.

### Augustus
- In de laatste oefenwedstrijd van ADO schoot nieuwkomer Johnsen de enige treffer binnen tegen SBV Excelsior.
- ADO begon matig aan het nieuwe Eredivisie-seizoen. FC Utrecht was met 0-3 te sterk in het, met de vernieuwde naam, Cars Jeans Stadion
- 16 augustus stond in het teken van transfers. De Ivoriaanse verdediger Wilfried Kanon tekende een nieuw contract voor vijf seizoenen. Aanvaller Ludcinio Marengo werd verkocht aan het Noorse SK Brann voor naar verluidt een bedrag van omgerekend 42.500 euro.
- Ook de tweede wedstrijd ging verloren. Het was geen schande dat ADO met 2-0 verloor van AZ, maar hierdoor bleef de Haagse ploeg wel op nul punten en de zeventiende plek op de ranglijst staan.
- Op 21 augustus werd Tom Beugelsdijk verkozen tot 'Maatschappelijk Speler Eredivisie 2017' tijdens het Voetballer van het Jaar-gala.
- Een dag later werd Abdenasser El Khayati definitief overgenomen van Queens Park Rangers. De middenvelder, die het halfjaar voorafgaand aan dit seizoen al uitgeleend werd aan ADO, tekende een contract voor drie seizoenen.
- Ook de derde wedstrijd van het seizoen werd verloren. SC Heerenveen was met 1-2 te sterk. Bjørn Johnsen maakte het eerste ADO-doelpunt van het seizoen.
- Woensdag 30 augustus werd Erik Falkenburg gecontracteerd. De middenvelder kwam transfervrij over van Willem II.
- De volgende dag, op de 'Transfer Deadline Day', werd doelman Indy Groothuizen overgenomen van AFC Ajax. Aanvaller Chovanie Amatkarijo werd voor een jaar verhuurd aan RKC Waalwijk en Dennis van der Heijden werd verkocht aan Almere City FC. De grote klapper op de avond moest toen nog komen: voormalig jeugdspeler Ricardo Kishna werd voor een jaar gehuurd van Lazio Roma.

### September
- De eerste overwinning van het seizoen werd geboekt in Tilburg. Willem II werd met 1-2 verslagen. Beide doelpunten werden gemaakt door Abdenasser El Khayati.
- Ook in de thuiswedstrijd tegen AFC Ajax werd er niet verloren. De Hagenezen hielden de eindstand knap op 1-1. Aanvaller Ricardo Kishna scheurde in deze wedstrijd zijn kruisband af en was lange tijd uitgeschakeld.
- Linksback Mohamed Haddachi vertrok alsnog bij ADO, naar Chabab Rif Al Hoceima.
- In het bekertoernooi maakte ADO het de landskampioen zeer lastig. Toch bleek Feyenoord uiteindelijk te sterk: 2-0. Zo was de Haagse ploeg na één duel uitgeschakeld.
- ADO repareerde zich thuis tegen stadsgenoot Sparta Rotterdam. Door een slimme goal van Abdenasser El Khayati won ADO met 1-0.
- Een week later bleek ADO ook te sterk voor NAC Breda. Tom Beugelsdijk schoot ADO naar 10 punten uit 7 wedstrijden, maar kreeg later via televisiebeelden een schorsing van vier wedstrijden.

### Oktober
- ADO had veel moeite met SBV Excelsior. Na een vroege rode kaart voor Édouard Duplan verloor de Haagse ploeg met 1-2.
- Een week later won ADO wel weer. VVV Venlo kon geen vuist maken en de wedstrijd eindigde in 0-2, na goals van Erik Falkenburg en Bjørn Johnsen.
- Mats van Kins tekende zijn eerste profcontract. De middenvelder blijft voor drie seizoenen bij ADO, met een optie voor nog een jaar.
- De Haagse ploeg verloor, net als de vijf voorgaande jaren, bij PEC Zwolle. Ditmaal met 2-0.

### November
- Na Ajax wist ook Feyenoord niet in Den Haag te winnen. Door goals van Aaron Meijers en Wilfried Kanon eindigde de wedstrijd in 2-2.
- Twee weken later speelde ADO opnieuw thuis. Heracles Almelo ging in het Haags kwartiertje met 4-1 over de knie.
- ADO wist het volgende weekend met 10 man niet te winnen van Vitesse: 2-0.

### December
- Tegen FC Groningen liet ADO zich van de slechtste kant zien: 0-3 verlies.
- Het daaropvolgende weekend wist ADO te winnen bij FC Twente. Door een treffer van Bjørn Johnsen en twee goals van Abdenasser El Khayati won de ploeg van Groenendijk met 2-3.
- Ook een week later werd het een spektakelstuk waarin ADO opnieuw met 3-2 won. Ditmaal was Roda JC Kerkrade het slachtoffer.
- 15 december deelde de KNVB de Hagenezen in de financieel veilige categorie 2.
- Een dag later ging ADO hard onderuit in Eindhoven. Koploper PSV was met 3-0 te sterk. Na 17 gespeelde wedstrijden stond ADO met 23 punten op een 9e plaats in de Eredivisie.
- Danny Bakker verlengde zijn aflopende contract. Hierdoor bleef de verdediger/middenvelder tot medio 2021 bij ADO.
- De laatste wedstrijd voor de winterstop werd overtuigend gewonnen. Een gehavend PEC Zwolle verloor met 4-0 na tweemaal 2 treffers van Erik Falkenburg en Bjørn Johnsen.

### Januari
- ADO ging begin januari op trainingskamp naar Turkije, waar het oefenwedstrijden speelde tegen Beşiktaş JK en Istanbul Başakşehir.
- Verdediger Thijmen Goppel tekende in Belek zijn eerste profcontract. Hij lag sindsdien tot en met de zomer van 2020 vast.
- De eerste competitiewedstrijd na de winterstop werd gelijkgespeeld tegen VVV-Venlo: 1-1.
- Het bleef tijdens de transferperiode vrij stil in Den Haag. Wel werd verdediger Thomas Meißner voor een half jaar verhuurd aan Willem II.
- Op bezoek bij Feyenoord verloor de Haagse equipe met 3-1, ondanks een doelpunt van Lex Immers.

### Februari
- ADO herpakte zich een week later en pakte een punt bij Heracles Almelo, na de negende seizoenstreffer van Bjørn Johnsen.
- In een doordeweekse speelronde behaalde ADO de eerste overwinning van 2018. Aanvaller Sheraldo Becker maakte tegen Vitesse de enige treffer van de avond.
- Op 9 februari maakte de club bekend dat Robert Zwinkels een contract tot onbepaalde tijd had getekend. De doelman bleef in ieder geval tot 2020 als speler actief voor de Haagse ploeg.
- Op bezoek bij FC Groningen sleepte ADO er knap een punt uit, het duel eindigde in 0-0.
- Het contract van keeperstrainer Raymond Mulder werd met twee seizoenen verlengd. Hierdoor stond de gehele staf rondom trainer Alfons Groenendijk nog minstens een jaar onder contract.
- Zaterdag 17 februari wist ADO in blessuretijd de winst tegen Willem II veilig te stellen: 2-1.
- Eerder op de dag werd Ad Melkert aangesteld als nieuwe voorzitter van de Raad van Commissarissen van ADO.
- John Goossens trainde een week mee met de selectie van Groenendijk. Tegelijkertijd werd verdediger Shaquille Pinas teruggezet naar het tweede elftal, omdat hij zijn aflopende jeugdcontract weigerde te verlengen.
- Voor de tweede keer dit seizoen pakte ADO een punt tegen AFC Ajax. Uitblinker Robert Zwinkels hield de wedstrijd op 0-0. ADO bleef hierdoor op de achtste plek in de competitie staan.

### Maart
- ADO verloor uit bij nummer laatste Sparta Rotterdam met 2-1, ondanks de openingstreffer van Erik Falkenburg.
- Middenvelder John Goossens werd definitief vastgelegd. Hij tekende een contract voor een jaar en drie maanden. Goossens speelde eerder al samen met Lex Immers op het veld bij Feyenoord. Doordat de contracten en papieren uit Amerika vertraging opliepen, werd Goossens niet meer speelgerechtigd voor ADO tijdens dit seizoen.
- Ook tegen laagvlieger NAC Breda werden geen punten gepakt. Na foute beslissingen van de scheidsrechter kregen de Hagenaars de deksel op de neus: 0-2.
- Ondanks veel blessuregevallen werd in de uitwedstrijd tegen SBV Excelsior toch met 1-2 gewonnen. Dit mede dankzij twee doelpunten van spits Bjørn Johnsen.
- Thuis werd 31 maart verloren van een sterk AZ met 0-3.

### April
- In een knotsgekke en doelpuntrijke wedstrijd pakte ADO een punt in en tegen FC Utrecht: 3-3.
- Van het zwalkende FC Twente werd met 2-1 gewonnen. Tweemaal was Bjørn Johnsen trefzeker.
- In en tegen SC Heerenveen werd verloren met 2-0.
- De laatste reguliere thuiswedstrijd werd knap een punt gepakt tegen, dan al Eredivisie-kampioen, PSV Eindhoven: 3-3. Bjørn Johnsen maakte zijn 16de en 17de doelpunt en had zicht op de topscorerstitel. ADO vocht voor een plek bij de play-offs voor de Europa League.

### Mei
- In de laatste speelronde wist ADO op spectaculaire wijze een plek voor de play-offs om Europees voetbal te bemachtigen. Terwijl concurrenten SC Heerenveen en PEC Zwolle verloren, won ADO met 2-3 van Roda JC Kerkrade. Spits Bjørn Johnsen scoorde twee maal en werd tweede in de landelijke topscorerslijst.
- Tijdens de eerste halve finale in de play-offs om een Europa League-ticket ging ADO hard onderuit tegen Vitesse: 2-5.
- Tweede doelman Indy Groothuizen werd voor het eerst opgeroepen in de selectie van Jong Oranje. Ook Bjørn Johnsen (Noorwegen) en Wilfried Kanon (Ivoorkust) werden door hun land opgeroepen voor oefenduels. Verdediger Tyronne Ebuehi zat in de voorselectie voor Nigeria richting het WK in Rusland.
- Verdediger Shaquille Pinas verlengde zijn contract. Maandenlang leek de overeenkomst er niet van te komen, ADO zette hem na vijf wedstrijden terug naar het beloftenelftal omdat hij zijn aflopende contract destijds niet wilde verlengen. Pinas stond hierdoor tot en met 2021 onder contract in Den Haag.
- Ook in de tweede halve finale wist ADO niet te winnen van Vitesse. Na de 2-1 (uiteindelijk 7-3) nederlaag verliet de ploeg van Alfons Groenendijk met opgeheven hoofd de play-offs.
- Tom Beugelsdijk verlengde op donderdag 17 mei zijn aflopende contract. De verdediger lag hierdoor tot en met de zomer van 2021 vast bij ADO. Van Édouard Duplan werd afscheid genomen, de Fransman mocht transfervrij vertrekken na drie Haagse seizoenen.

## Selectie en staf

### Selectie 2017/18
| #  | Naam                  | Land      | P. | Sinds   | Tot  | E. | Voetbal | Kreeg geel | Kreeg voor de tweede keer geel en dus rood | Weggestuurd | B. | Voetbal | Kreeg geel | Kreeg voor de tweede keer geel en dus rood | Weggestuurd | P. | Voetbal | Kreeg geel | Kreeg voor de tweede keer geel en dus rood | Weggestuurd | T. | Voetbal | Kreeg geel | Kreeg voor de tweede keer geel en dus rood | Weggestuurd |
| -- | --------------------- | --------- | -- | ------- | ---- | -- | ------- | ---------- | ------------------------------------------ | ----------- | -- | ------- | ---------- | ------------------------------------------ | ----------- | -- | ------- | ---------- | ------------------------------------------ | ----------- | -- | ------- | ---------- | ------------------------------------------ | ----------- |
| 1  | Indy Groothuizen      | Nederland | D  | 2017    | 2019 | 5  | 0       | 0          | 0                                          | 0           | 0  | 0       | 0          | 0                                          | 0           | 1  | 0       | 0          | 0                                          | 0           | 6  | 0       | 0          | 0                                          | 0           |
| 2  | Tyronne Ebuehi        | Nigeria   | V  | 2014    | 2018 | 28 | 0       | 1          | 1                                          | 0           | 1  | 0       | 0          | 0                                          | 0           | 0  | 0       | 0          | 0                                          | 0           | 29 | 0       | 1          | 1                                          | 0           |
| 4  | Tom Beugelsdijk       | Nederland | V  | 2015    | 2021 | 24 | 2       | 7          | 0                                          | 0           | 1  | 0       | 1          | 0                                          | 0           | 2  | 0       | 0          | 0                                          | 0           | 27 | 2       | 8          | 0                                          | 0           |
| 5  | Wilfried Kanon        | Ivoorkust | V  | 2013    | 2022 | 23 | 1       | 0          | 1                                          | 1           | 1  | 0       | 1          | 0                                          | 0           | 2  | 0       | 0          | 0                                          | 0           | 26 | 1       | 1          | 1                                          | 1           |
| 6  | Donny Gorter          | Nederland | M  | 2016/17 | 2020 | 18 | 0       | 3          | 0                                          | 0           | 1  | 0       | 1          | 0                                          | 1           | 0  | 0       | 0          | 0                                          | 0           | 19 | 0       | 4          | 0                                          | 1           |
| 7  | Sheraldo Becker       | Nederland | A  | 2016    | 2019 | 27 | 2       | 3          | 0                                          | 0           | 0  | 0       | 0          | 0                                          | 0           | 2  | 0       | 0          | 0                                          | 0           | 29 | 2       | 3          | 0                                          | 0           |
| 8  | Aaron Meijers         | Nederland | V  | 2012    | 2018 | 33 | 1       | 8          | 0                                          | 0           | 1  | 0       | 0          | 0                                          | 0           | 2  | 0       | 0          | 0                                          | 0           | 36 | 1       | 8          | 0                                          | 0           |
| 9  | Bjørn Johnsen         | Noorwegen | A  | 2017    | 2020 | 34 | 19      | 3          | 0                                          | 0           | 1  | 0       | 0          | 0                                          | 0           | 2  | 0       | 0          | 0                                          | 0           | 37 | 19      | 3          | 0                                          | 0           |
| 10 | Lex Immers            | Nederland | M  | 2017    | 2019 | 33 | 4       | 8          | 0                                          | 0           | 1  | 0       | 0          | 0                                          | 0           | 2  | 0       | 1          | 0                                          | 0           | 36 | 4       | 9          | 0                                          | 0           |
| 11 | Ricardo Kishna        | Nederland | A  | 2017    | 2018 | 2  | 0       | 0          | 0                                          | 0           | 0  | 0       | 0          | 0                                          | 0           | 0  | 0       | 0          | 0                                          | 0           | 2  | 0       | 0          | 0                                          | 0           |
| 14 | Delano Ladan          | Nederland | A  | 2017    | 2020 | 4  | 0       | 0          | 0                                          | 0           | 0  | 0       | 0          | 0                                          | 0           | 0  | 0       | 0          | 0                                          | 0           | 4  | 0       | 0          | 0                                          | 0           |
| 15 | Bas Kuipers           | Nederland | V  | 2017    | 2019 | 4  | 0       | 1          | 0                                          | 0           | 0  | 0       | 0          | 0                                          | 0           | 2  | 0       | 0          | 0                                          | 0           | 6  | 0       | 1          | 0                                          | 0           |
| 16 | Hennos Asmelash       | Nederland | M  | 2016/17 | 2020 | 1  | 0       | 0          | 0                                          | 0           | 0  | 0       | 0          | 0                                          | 0           | 0  | 0       | 0          | 0                                          | 0           | 1  | 0       | 0          | 0                                          | 0           |
| 17 | Danny Bakker          | Nederland | M  | 2012/13 | 2021 | 34 | 0       | 2          | 0                                          | 0           | 0  | 0       | 0          | 0                                          | 0           | 2  | 0       | 0          | 0                                          | 0           | 36 | 0       | 2          | 0                                          | 0           |
| 18 | Tim Coremans          | Nederland | D  | 2014    | 2018 | 1  | 0       | 0          | 0                                          | 0           | 0  | 0       | 0          | 0                                          | 0           | 0  | 0       | 0          | 0                                          | 0           | 1  | 0       | 0          | 0                                          | 0           |
| 19 | Shaquille Pinas       | Nederland | V  | 2017    | 2021 | 5  | 0       | 0          | 0                                          | 0           | 0  | 0       | 0          | 0                                          | 0           | 0  | 0       | 0          | 0                                          | 0           | 5  | 0       | 0          | 0                                          | 0           |
| 20 | Nick Kuipers          | Nederland | V  | 2017    | 2021 | 9  | 0       | 2          | 0                                          | 0           | 0  | 0       | 0          | 0                                          | 0           | 0  | 0       | 0          | 0                                          | 0           | 9  | 0       | 2          | 0                                          | 0           |
| 21 | Édouard Duplan        | Frankrijk | A  | 2015    | 2018 | 13 | 0       | 0          | 1                                          | 0           | 1  | 0       | 0          | 0                                          | 0           | 2  | 0       | 1          | 0                                          | 0           | 16 | 0       | 1          | 1                                          | 0           |
| 22 | Robert Zwinkels       | Nederland | D  | 2005    | 2020 | 29 | 0       | 2          | 0                                          | 0           | 1  | 0       | 0          | 0                                          | 0           | 1  | 0       | 0          | 0                                          | 0           | 31 | 0       | 2          | 0                                          | 0           |
| 23 | Abdenasser El Khayati | Nederland | M  | 2016/17 | 2020 | 32 | 8       | 2          | 0                                          | 0           | 1  | 0       | 0          | 0                                          | 0           | 2  | 3       | 0          | 0                                          | 0           | 35 | 11      | 2          | 0                                          | 0           |
| 26 | Thijmen Goppel        | Nederland | V  | 2017    | 2020 | 14 | 0       | 0          | 0                                          | 0           | 0  | 0       | 0          | 0                                          | 0           | 1  | 0       | 0          | 0                                          | 0           | 15 | 0       | 0          | 0                                          | 0           |
| 27 | Trevor David          | Nederland | V  | 2016    | 2018 | 7  | 0       | 2          | 0                                          | 0           | 1  | 0       | 0          | 0                                          | 0           | 0  | 0       | 0          | 0                                          | 0           | 8  | 0       | 2          | 0                                          | 0           |
| 28 | Mats van Kins         | Nederland | M  | 2017    | 2021 | 1  | 0       | 0          | 0                                          | 0           | 0  | 0       | 0          | 0                                          | 0           | 0  | 0       | 0          | 0                                          | 0           | 1  | 0       | 0          | 0                                          | 0           |
| 30 | Erik Falkenburg       | Nederland | M  | 2017    | 2019 | 29 | 5       | 0          | 0                                          | 0           | 1  | 0       | 0          | 0                                          | 0           | 2  | 0       | 0          | 0                                          | 0           | 32 | 5       | 0          | 0                                          | 0           |
| 32 | John Goossens         | Nederland | M  | 2017/18 | 2019 | 0  | 0       | 0          | 0                                          | 0           | 0  | 0       | 0          | 0                                          | 0           | 0  | 0       | 0          | 0                                          | 0           | 0  | 0       | 0          | 0                                          | 0           |
| 33 | Melvyn Lorenzen       | Oeganda   | A  | 2017    | 2019 | 20 | 1       | 0          | 0                                          | 0           | 1  | 0       | 0          | 0                                          | 0           | 1  | 0       | 0          | 0                                          | 0           | 22 | 1       | 0          | 0                                          | 0           |
| 77 | Elson Hooi            | Curaçao   | A  | 2017    | 2019 | 29 | 2       | 1          | 0                                          | 0           | 1  | 0       | 1          | 0                                          | 0           | 1  | 0       | 0          | 0                                          | 0           | 31 | 2       | 2          | 0                                          | 0           |

### Verhuurde spelers
| #  | Naam                | Land      | Positie    | Bij ADO sinds | Contract tot | E. | Voetbal | Kreeg geel | Kreeg voor de tweede keer geel en dus rood | Weggestuurd | B. | Voetbal | Kreeg geel | Kreeg voor de tweede keer geel en dus rood | Weggestuurd | T. | Voetbal | Kreeg geel | Kreeg voor de tweede keer geel en dus rood | Weggestuurd |
| -- | ------------------- | --------- | ---------- | ------------- | ------------ | -- | ------- | ---------- | ------------------------------------------ | ----------- | -- | ------- | ---------- | ------------------------------------------ | ----------- | -- | ------- | ---------- | ------------------------------------------ | ----------- |
| 3  | Thomas Meißner      | Duitsland | Verdediger | Zomer 2016    | Zomer 2019   | 10 | 0       | 1          | 1                                          | 0           | 0  | 0       | 0          | 0                                          | 0           | 10 | 0       | 1          | 1                                          | 0           |
| 31 | Chovanie Amatkarijo | Nederland | Aanvaller  | Zomer 2016    | Zomer 2019   | 0  | 0       | 0          | 0                                          | 0           | 0  | 0       | 0          | 0                                          | 0           | 0  | 0       | 0          | 0                                          | 0           |

### Tussentijds vertrokken spelers
| #  | Naam                   | Land      | Positie    | Bij ADO sinds  | Contract tot | E. | Voetbal | Kreeg geel | Kreeg voor de tweede keer geel en dus rood | Weggestuurd | B. | Voetbal | Kreeg geel | Kreeg voor de tweede keer geel en dus rood | Weggestuurd | T. | Voetbal | Kreeg geel | Kreeg voor de tweede keer geel en dus rood | Weggestuurd |
| -- | ---------------------- | --------- | ---------- | -------------- | ------------ | -- | ------- | ---------- | ------------------------------------------ | ----------- | -- | ------- | ---------- | ------------------------------------------ | ----------- | -- | ------- | ---------- | ------------------------------------------ | ----------- |
| 19 | Dennis van der Heijden | Nederland | Aanvaller  | Winter 2015/16 | Zomer 2019   | 0  | 0       | 0          | 0                                          | 0           | 0  | 0       | 0          | 0                                          | 0           | 0  | 0       | 0          | 0                                          | 0           |
| 25 | Mohamed Haddachi       | Nederland | Verdediger | Zomer 2016     | Zomer 2018   | 0  | 0       | 0          | 0                                          | 0           | 0  | 0       | 0          | 0                                          | 0           | 0  | 0       | 0          | 0                                          | 0           |

### Transfers
Zomer 2017: aangetrokken:
- Tim Coremans → FC Dordrecht (was verhuurd)
- Abdenasser El Khayati → Queens Park Rangers (was al gehuurd)
- Erik Falkenburg → Willem II
- Indy Groothuizen → AFC Ajax
- Elson Hooi → Vendsyssel FF
- Lex Immers → Club Brugge
- Bjørn Johnsen → Heart of Midlothian FC
- Ricardo Kishna → Lazio Roma (gehuurd)
- Bas Kuipers → SBV Excelsior
- Nick Kuipers → MVV Maastricht
- Delano Ladan → eigen gelederen
- Melvyn Lorenzen → Werder Bremen

Vanuit de beloften hun debuut gemaakt, maar nog niet volwaardig in de selectie:
- Thijmen Goppel
- Mats van Kins
- Shaquille Pinas

Zomer 2017: vertrokken:
- Chovanie Amatkarijo → RKC Waalwijk (verhuurd)
- Rody de Boer → Telstar
- Aschraf El Mahdioui → AS Trencin
- Guyon Fernandez → Delhi Dynamos
- Mohamed Haddachi → Chabab Rif Al Hoceima
- Mike Havenaar → Vissel Kobe
- Dennis van der Heijden → Almere City FC (was verhuurd aan FC Volendam)
- Kevin Jansen → NEC Nijmegen
- Jurrian Jouvenaar → Forum Sport
- Gervane Kastaneer → 1. FC Kaiserslautern
- Dion Malone → Qäbälä PFK
- Ludcinio Marengo → SK Brann (was verhuurd aan Go Ahead Eagles)
- Henk van Schaik → FC Twente
- Ruben Schaken → HBS-Craeyenhout
- Jerdy Schouten → Telstar
- Ernestas Šetkus → Hapoel Haifa
- Abel Tamata → gestopt
- Tom Trybull → Norwich City FC
- Randy Wolters → Dundee FC (was gehuurd van Go Ahead Eagles)

Winter 2017/18: aangetrokken:
- John Goossens → Chicago Fire
- Thijmen Goppel → eigen gelederen
- Mats van Kins → eigen gelederen

Winter 2017/18: vertrokken:
- Thomas Meißner → Willem II (verhuurd)

### Technische staf
|                    | Naam                | Functie                        | Bij ADO sinds  | Contract tot |
| ------------------ | ------------------- | ------------------------------ | -------------- | ------------ |
| Vlag van Nederland | Alfons Groenendijk  | Hoofdtrainer                   | Winter 2016/17 | Zomer 2019   |
| Vlag van Nederland | Dirk Heesen         | Assistent-trainer              | Winter 2016/17 | Zomer 2020   |
| Vlag van Nederland | Edwin de Graaf      | Assistent-trainer              | Zomer 2017     | Zomer 2019   |
| Vlag van Nederland | Raymond Mulder      | Keeperstrainer                 | Zomer 2016     | Zomer 2020   |
| Vlag van Nederland | John Nieuwenburg    | Loop- en hersteltrainer        | Zomer 2016     | Zomer 2020   |
| Vlag van Portugal  | Dino Nunes          | Verzorger                      |                |              |
| Vlag van Nederland | Rob Ravestein       | Materiaalman                   |                |              |
| Vlag van Nederland | Rob Ravestein       | Logistiek medewerker           |                |              |
| Vlag van Nederland | Jillis Zevenbergen  | Teammanager                    |                |              |
| Vlag van Nederland | Edwin Coret         | Fysiotherapeut                 |                |              |
| Vlag van Nederland | Ed Beeftink         | Clubarts                       |                |              |
| Vlag van Nederland | Bas Bulder          | Clubarts                       |                |              |
| Vlag van Nederland | Philip Nijgh        | Spelersbegeleider              |                |              |
| Vlag van Nederland | Virgilio Teixeira   | Trainer Beloften ADO           | Zomer 2017     | Zomer 2018   |
| Vlag van Nederland | Marvin van der Valk | Assistent-trainer Beloften ADO |                |              |
| Vlag van Nederland | Marvin van der Valk | Videoanalist                   |                |              |
| Vlag van Nederland | Edwin Grünholz      | Trainer ADO A1                 | Zomer 2017     | Zomer 2018   |
| Vlag van Nederland | Frans Danen         | Hoofd jeugdopleidingen         | Zomer 2017     | Zomer 2020   |

### Directie
|                    | Naam                 | Functie                                            | Contract tot |
| ------------------ | -------------------- | -------------------------------------------------- | ------------ |
| Vlag van China     | Wang Hui/ Felix Wu   | Eigenaar                                           |              |
| Vlag van Nederland | Mattijs Manders      | Algemeen directeur                                 |              |
| Vlag van Nederland | Henrik-Jan Rinner    | Financieel directeur                               |              |
| Vlag van Nederland | Jeffrey van As       | Manager Voetbalzaken                               | Zomer 2020   |
| Vlag van Nederland | Remco van der Veen   | Commercieel manager                                |              |
| Vlag van Nederland | Marcel van der Holst | Manager Stadion, Veiligheid & Wedstrijdorganisatie |              |

### Selectie Beloften ADO
Doelmannen:

Delano Kloos

Joe van der Sar (overgekomen van Ajax)
Verdedigers:

Salih Anez (Feyenoord)

Trevor David

Thijmen Goppel (NEC)

Mohamed Haddachi (* tussentijds vertrokken)

Asim Metin (Noordwijk)

Nigel Ogidi Nwankwo

Shaquille Pinas (FC Dordrecht)

Guy Smith (Noordwijk)
Middenvelders:

Hennos Asmelash

Muhammed Atay

Kursat Cil

Dean Guezen (Feyenoord)

Sam van Huffel

Mats van Kins (RCL)

Nino Roffelsen (Feyenoord)

Thijs Timmermans (ARC)
Aanvallers:

Chovanie Amatkarijo (* tussentijds verhuurd aan RKC Waalwijk)

Kick de Goede (AZ) (* vanaf januari 2018)

Delano Ladan

Robin Polley (Feyenoord)

Maarten Reyneveld (ARC)

Sergi Roeleveld (Feyenoord)

## Statistieken ADO Den Haag in het seizoen 2017/18

### Clubtopscorers 2017/18
| #   | Naam                  | Doelpunten | Doelpunten | Doelpunten      | Doelpunten | Assists    | Assists    | Assists         | Assists |
| #   | Naam                  | Eredivisie | KNVB Beker | Playoffs Europa | Totaal     | Eredivisie | KNVB Beker | Playoffs Europa | Totaal  |
| --- | --------------------- | ---------- | ---------- | --------------- | ---------- | ---------- | ---------- | --------------- | ------- |
| 1.  | Bjørn Johnsen         | 19         | 0          | 0               | 19         | 0          | 0          | 1               | 1       |
| 2.  | Abdenasser El Khayati | 8          | 0          | 3               | 11         | 11         | 0          | 0               | 11      |
| 3.  | Erik Falkenburg       | 5          | 0          | 0               | 5          | 2          | 0          | 0               | 2       |
| 4.  | Lex Immers            | 4          | 0          | 0               | 4          | 5          | 0          | 0               | 5       |
| 5.  | Sheraldo Becker       | 2          | 0          | 0               | 2          | 7          | 0          | 0               | 7       |
| 6.  | Elson Hooi            | 2          | 0          | 0               | 2          | 1          | 0          | 0               | 1       |
| 7.  | Tom Beugelsdijk       | 2          | 0          | 0               | 2          | 0          | 0          | 0               | 0       |
| 8.  | Wilfried Kanon        | 1          | 0          | 0               | 1          | 1          | 0          | 0               | 1       |
| 9.  | Aaron Meijers         | 1          | 0          | 0               | 1          | 1          | 0          | 0               | 1       |
| 10. | Melvyn Lorenzen       | 1          | 0          | 0               | 1          | 0          | 0          | 0               | 0       |
| 11. | Tyronne Ebuehi        | 0          | 0          | 0               | 0          | 2          | 0          | 0               | 2       |
| 12. | Danny Bakker          | 0          | 0          | 0               | 0          | 1          | 0          | 0               | 1       |
| 13. | Édouard Duplan        | 0          | 0          | 0               | 0          | 0          | 0          | 1               | 1       |
| 14. | Thijmen Goppel        | 0          | 0          | 0               | 0          | 1          | 0          | 0               | 1       |
| 15. | Donny Gorter          | 0          | 0          | 0               | 0          | 1          | 0          | 0               | 1       |
| 16. | Ricardo Kishna        | 0          | 0          | 0               | 0          | 1          | 0          | 0               | 1       |

### Doelmannen 2017/18
| #  | Naam             | Eredivisie | Eredivisie  | Eredivisie | Eredivisie        | KNVB Beker | KNVB Beker  | KNVB Beker | KNVB Beker        | Play-offs Europa | Play-offs Europa | Play-offs Europa | Play-offs Europa  |
| #  | Naam             | Duels      | Goals tegen | De nul     | Penalty's gestopt | Duels      | Goals tegen | De nul     | Penalty's gestopt | Duels            | Goals tegen      | De nul           | Penalty's gestopt |
| -- | ---------------- | ---------- | ----------- | ---------- | ----------------- | ---------- | ----------- | ---------- | ----------------- | ---------------- | ---------------- | ---------------- | ----------------- |
| 1. | Robert Zwinkels  | 29*        | 42          | 7×         | 1/5               | 1          | 2           | 0×         | 0/1               | 1                | 5                | 0×               | 0/0               |
| 2. | Indy Groothuizen | 5          | 11          | 0x         | 0/1               | 0          | 0           | 0×         | 0/0               | 1                | 2                | 0×               | 0/0               |
| 3. | Tim Coremans     | 1*         | 0           | 1x*        | 0/0               | 0          | 0           | 0×         | 0/0               | 0                | 0                | 0×               | 0/0               |

(*): Tijdens PSV-ADO verliet Robert Zwinkels vlak voor rust geblesseerd het veld. Tim Coremans viel voor hem in en kreeg geen tegendoelpunt te verwerken.

### Eindstand ADO Den Haag in Nederlandse Eredivisie 2017/18
| Stand | Gespeeld | Gewonnen | Gelijk | Verloren | Punten | Doelpunten voor | Doelpunten tegen | Gele kaarten | 2× Geel > Rood | Rode kaarten |
| ----- | -------- | -------- | ------ | -------- | ------ | --------------- | ---------------- | ------------ | -------------- | ------------ |
| 7e    | 34       | 13       | 8      | 13       | 47     | 45              | 53               | 46           | 4              | 1            |

### Stand, punten en doelpunten per speelronde 2017/18
| Speelronde              | 1                  | 2                  | 3                  | 4                  | 5                  | 6                  | 7                  | 8                  | 9                  | 10                 | 11                 | 12                 | 13                 | 14                 | 15                 | 16                 | 17                 | 18                 | 19                 | 20                 | 21                 | 22                 | 23                 | 24                 | 25                 | 26                 | 27                 | 28                 | 29                 | 30                 | 31                 | 32                 | 33                 | 34                 |
| ----------------------- | ------------------ | ------------------ | ------------------ | ------------------ | ------------------ | ------------------ | ------------------ | ------------------ | ------------------ | ------------------ | ------------------ | ------------------ | ------------------ | ------------------ | ------------------ | ------------------ | ------------------ | ------------------ | ------------------ | ------------------ | ------------------ | ------------------ | ------------------ | ------------------ | ------------------ | ------------------ | ------------------ | ------------------ | ------------------ | ------------------ | ------------------ | ------------------ | ------------------ | ------------------ |
| Trainer                 | Alfons Groenendijk | Alfons Groenendijk | Alfons Groenendijk | Alfons Groenendijk | Alfons Groenendijk | Alfons Groenendijk | Alfons Groenendijk | Alfons Groenendijk | Alfons Groenendijk | Alfons Groenendijk | Alfons Groenendijk | Alfons Groenendijk | Alfons Groenendijk | Alfons Groenendijk | Alfons Groenendijk | Alfons Groenendijk | Alfons Groenendijk | Alfons Groenendijk | Alfons Groenendijk | Alfons Groenendijk | Alfons Groenendijk | Alfons Groenendijk | Alfons Groenendijk | Alfons Groenendijk | Alfons Groenendijk | Alfons Groenendijk | Alfons Groenendijk | Alfons Groenendijk | Alfons Groenendijk | Alfons Groenendijk | Alfons Groenendijk | Alfons Groenendijk | Alfons Groenendijk | Alfons Groenendijk |
| Punten per speelronde   | 0                  | 0                  | 0                  | 3                  | 1                  | 3                  | 3                  | 0                  | 3                  | 0                  | 1                  | 3                  | 0                  | 0                  | 3                  | 3                  | 0                  | 3                  | 1                  | 0                  | 1                  | 3                  | 1                  | 3                  | 1                  | 0                  | 0                  | 3                  | 0                  | 1                  | 3                  | 0                  | 1                  | 3                  |
| Punten na speelronde    | 0                  | 0                  | 0                  | 3                  | 4                  | 7                  | 10                 | 10                 | 13                 | 13                 | 14                 | 17                 | 17                 | 17                 | 20                 | 23                 | 23                 | 26                 | 27                 | 27                 | 28                 | 31                 | 32                 | 35                 | 36                 | 36                 | 36                 | 39                 | 39                 | 40                 | 43                 | 43                 | 44                 | 47                 |
| Stand na speelronde     | 17e                | 17e                | 17e                | 14e                | 14e                | 14e                | 9e                 | 11e                | 8e                 | 10e                | 11e                | 9e                 | 11e                | 11e                | 8e                 | 8e                 | 9e                 | 7e                 | 8e                 | 9e                 | 10e                | 8e                 | 8e                 | 8e                 | 8e                 | 8e                 | 8e                 | 8e                 | 9e                 | 9e                 | 9e                 | 9e                 | 9e                 | 7e                 |
| Goals per speelronde    | 0                  | 0                  | 1                  | 2                  | 1                  | 1                  | 1                  | 1                  | 2                  | 0                  | 2                  | 4                  | 0                  | 0                  | 3                  | 3                  | 0                  | 4                  | 1                  | 1                  | 1                  | 1                  | 0                  | 2                  | 0                  | 1                  | 0                  | 2                  | 0                  | 3                  | 2                  | 0                  | 3                  | 3                  |
| Goals na speelronde     | 0                  | 0                  | 1                  | 3                  | 4                  | 5                  | 6                  | 7                  | 9                  | 9                  | 11                 | 15                 | 15                 | 15                 | 18                 | 21                 | 21                 | 25                 | 26                 | 27                 | 28                 | 29                 | 29                 | 31                 | 31                 | 32                 | 32                 | 34                 | 34                 | 37                 | 39                 | 39                 | 42                 | 45                 |
| Doelsaldo na speelronde | −3                 | −5                 | −6                 | −5                 | −5                 | −4                 | −3                 | −4                 | −2                 | −4                 | −4                 | −1                 | −3                 | −6                 | −5                 | −4                 | −7                 | −3                 | −3                 | −5                 | −5                 | −4                 | −4                 | −3                 | −3                 | −4                 | −6                 | −5                 | −8                 | −8                 | −7                 | −9                 | −9                 | −8                 |

### Thuis-uit-verhouding 2017/18
| Tegenstander (stand) | Ajax (2e) | AZ (3e) | Excelsior (11e) | Feyenoord (4e) | FC Groningen (12e) | SC Heerenveen (8e) | Heracles Almelo (10e) | NAC Breda (14e) | PEC Zwolle (9e) | PSV (1e) | Roda JC Kerkrade (17e) | Sparta Rotterdam (16e) | FC Twente (18e) | FC Utrecht (5e) | Vitesse (6e) | VVV Venlo (15e) | Willem II (13e) | Punten totaal |
| -------------------- | --------- | ------- | --------------- | -------------- | ------------------ | ------------------ | --------------------- | --------------- | --------------- | -------- | ---------------------- | ---------------------- | --------------- | --------------- | ------------ | --------------- | --------------- | ------------- |
| ADO thuis            | 1 - 1     | 0 - 3   | 1 - 2           | 2 - 2          | 0 - 3              | 1 - 2              | 4 - 1                 | 0 - 2           | 4 - 0           | 3 - 3    | 3 - 2                  | 1 - 0                  | 2 - 1           | 0 - 3           | 1 - 0        | 1 - 1           | 2 - 1           | 25            |
| ADO uit              | 0 - 0     | 2 - 0   | 1 - 2           | 3 - 1          | 0 - 0              | 2 - 0              | 1 - 1                 | 0 - 1           | 2 - 0           | 3 - 0    | 2 - 3                  | 2 - 1                  | 2 - 3           | 3 - 3           | 2 - 0        | 0 - 2           | 1 - 2           | 22            |
| Punten               | 2         | 0       | 3               | 1              | 1                  | 0                  | 4                     | 3               | 3               | 1        | 6                      | 3                      | 6               | 1               | 3            | 4               | 6               | 47            |

### Toeschouwersaantallen 2017/18
| Tegenstander | Ajax        | AZ           | Excelsior    | Feyenoord      | FC Groningen | SC Heerenveen | Heracles Almelo | NAC Breda    | PEC Zwolle   | PSV          | Roda JC Kerkrade | Sparta Rotterdam | FC Twente    | FC Utrecht   | Vitesse      | VVV Venlo    | Willem II    | Totaal (Gem.) |
| ------------ | ----------- | ------------ | ------------ | -------------- | ------------ | ------------- | --------------- | ------------ | ------------ | ------------ | ---------------- | ---------------- | ------------ | ------------ | ------------ | ------------ | ------------ | ------------- |
| ADO thuis    | 12.016 (0)* | 13.115 (408) | 10.805 (125) | 13.870 (500)   | 10.416 (104) | 7.902 (93)    | 11.175 (135)    | 13.620 (412) | 11.107 (160) | 14.031 (500) | 9.151 (37)       | 9.641 (396)      | 13.876 (0)*  | 12.134 (426) | 12.303 (82)  | 11.008 (112) | 9.966 (134)  | 11.537        |
| ADO uit      | 52.822 (0)* | 12.749 (200) | 4.400 (361)  | 47.500 (1.200) | 16.723 (133) | 18.730 (?)    | 10.127 (119)    | 18.523 (377) | 13.030 (217) | 32.700 (139) | 13.794 (?)       | 10.482 (630)     | 23.600 (135) | 20.145 (0)*  | 14.754 (305) | 6.532 (220)  | 11.123 (279) | -             |

(* Bij deze wedstrijden mochten er geen uitsupporters aanwezig zijn.)

### Kaarten per speelronde 2017/18
| Speelronde              | 1   | 2   | 3   | 4   | 5    | 6   | 7   | 8   | 9   | 10  | 11   | 12  | 13  | 14  | 15  | 16  | 17  | 18  | 19  | 20   | 21  | 22  | 23  | 24  | 25  | 26  | 27  | 28  | 29  | 30  | 31  | 32  | 33  | 34  |
| ----------------------- | --- | --- | --- | --- | ---- | --- | --- | --- | --- | --- | ---- | --- | --- | --- | --- | --- | --- | --- | --- | ---- | --- | --- | --- | --- | --- | --- | --- | --- | --- | --- | --- | --- | --- | --- |
| Gele kaarten per duel   | 2   | 1   | 1   | 1   | 3    | 2   | 2   | 2   | 0   | 3   | 0    | 0   | 1   | 0   | 3   | 1   | 3   | 0   | 0   | 1    | 2   | 2   | 2   | 0   | 3   | 0   | 4   | 1   | 1   | 2   | 1   | 0   | 1   | 1   |
| Gele kaarten in totaal  | 2   | 3   | 4   | 5   | 8    | 10  | 12  | 14  | 14  | 17  | 17   | 17  | 18  | 18  | 21  | 22  | 25  | 25  | 25  | 26   | 28  | 30  | 32  | 32  | 35  | 35  | 39  | 40  | 41  | 43  | 44  | 44  | 45  | 46  |
| Rode kaarten per duel   | 0   | 1   | 0   | 0   | 0    | 0   | 0   | 1   | 0   | 0   | 0    | 0   | 1   | 0   | 0   | 0   | 1   | 0   | 0   | 0    | 0   | 0   | 0   | 0   | 0   | 0   | 1   | 0   | 0   | 0   | 0   | 0   | 0   | 0   |
| Rode kaarten in totaal  | 0   | 1   | 1   | 1   | 1    | 1   | 1   | 2   | 2   | 2   | 2    | 2   | 3   | 3   | 3   | 3   | 4   | 4   | 4   | 4    | 4   | 4   | 4   | 4   | 4   | 4   | 5   | 5   | 5   | 5   | 5   | 5   | 5   | 5   |
| Scheidsrechter per duel | Jan | Mak | Kam | Hig | Nijh | Man | Mul | Göz | Man | Gra | Nijh | Blo | Jan | Göz | Lin | Wie | Kui | Blo | Hig | Nijh | Lin | Ker | Man | Koo | Boe | Wie | Mak | Mul | Kui | Hig | Göz | Ker | Boe | Man |

(* 2× geel wordt in dit schema gezien als één rode kaart.)

### Strafschoppen 2017/18
| Penalty's    | Penalty's gescoord | Penalty's gemist | Penalty's gepakt | Penalty's totaal | Gescoord door: | Gemist door:            | Gepakt door:       |
| ------------ | ------------------ | ---------------- | ---------------- | ---------------- | --- | ----------------------- | ------------------ |
| ADO Den Haag | 4                  | 0                | 0                | 4                | 4: Abdenasser El Khayati (3 in competitie, 1 in play-offs)                                                                                  | -                       | -                  |
| Tegenstander | 6                  | 0                | 1                | 7                | 2: Simon Gustafson (Roda JC), 1: Michiel Kramer (Feyenoord, beker), Wout Weghorst (AZ), Marco van Ginkel (PSV), Thierry Ambrose (NAC Breda) | 1: Tim Matavž (Vitesse) | 1: Robert Zwinkels |

### Statistieken aller tijden voor ADO (huidige selectie)
| #   | Naam                  | Wedstrijden | Wedstrijden | Wedstrijden | Wedstrijden | Wedstrijden | Doelpunten | Doelpunten | Doelpunten | Doelpunten | Doelpunten |
| #   | Naam                  | Competitie  | Beker       | Play-offs   | Europa      | Totaal      | Competitie | Beker      | Play-offs  | Europa     | Totaal     |
| --- | --------------------- | ----------- | ----------- | ----------- | ----------- | ----------- | ---------- | ---------- | ---------- | ---------- | ---------- |
| 1.  | Lex Immers            | 182         | 10          | 13          | 4           | 209         | 31         | 5          | 5          | 2          | 43         |
| 2.  | Aaron Meijers         | 180         | 8           | 2           | 0           | 190         | 3          | 0          | 0          | 0          | 3          |
| 3.  | Tom Beugelsdijk       | 134         | 8           | 2           | 0           | 144         | 13         | 0          | 0          | 0          | 13         |
| 4.  | Robert Zwinkels       | 128         | 12          | 3           | 0           | 143         | 0          | 0          | 0          | 0          | 0          |
| 5.  | Danny Bakker          | 130         | 4           | 2           | 0           | 136         | 8          | 0          | 0          | 0          | 8          |
| 6.  | Wilfried Kanon        | 89          | 5           | 2           | 0           | 96          | 2          | 0          | 0          | 0          | 2          |
| 7.  | Édouard Duplan        | 77          | 5           | 2           | 0           | 84          | 5          | 0          | 0          | 0          | 5          |
| 8.  | / Tyronne Ebuehi      | 78          | 4           | 0           | 0           | 82          | 1          | 0          | 0          | 0          | 1          |
| 9.  | Sheraldo Becker       | 55          | 3           | 2           | 0           | 60          | 5          | 0          | 0          | 0          | 5          |
| 10. | Abdenasser El Khayati | 44          | 1           | 2           | 0           | 47          | 13         | 0          | 3          | 0          | 16         |
| 11. | Thomas Meißner        | 38          | 2           | 0           | 0           | 40          | 0          | 0          | 0          | 0          | 0          |
| 12. | / Bjørn Johnsen       | 34          | 1           | 2           | 0           | 37          | 19         | 0          | 0          | 0          | 19         |
| 13. | Erik Falkenburg       | 29          | 1           | 2           | 0           | 32          | 5          | 0          | 0          | 0          | 5          |
| 14. | / Elson Hooi          | 29          | 1           | 1           | 0           | 31          | 2          | 0          | 0          | 0          | 2          |
| 15. | Donny Gorter          | 28          | 1           | 0           | 0           | 29          | 0          | 0          | 0          | 0          | 0          |
| 16. | / Melvyn Lorenzen     | 20          | 1           | 1           | 0           | 22          | 1          | 0          | 0          | 0          | 1          |
| 17. | Thijmen Goppel        | 14          | 0           | 1           | 0           | 15          | 0          | 0          | 0          | 0          | 0          |
| 18. | Trevor David          | 10          | 1           | 0           | 0           | 11          | 0          | 0          | 0          | 0          | 0          |
| 19. | Nick Kuipers          | 9           | 0           | 0           | 0           | 9           | 0          | 0          | 0          | 0          | 0          |
| 20. | Indy Groothuizen      | 5           | 0           | 1           | 0           | 6           | 0          | 0          | 0          | 0          | 0          |
| 21. | Bas Kuipers           | 4           | 0           | 2           | 0           | 6           | 0          | 0          | 0          | 0          | 0          |
| 22. | Shaquille Pinas       | 5           | 0           | 0           | 0           | 5           | 0          | 0          | 0          | 0          | 0          |
| 23. | Delano Ladan          | 4           | 0           | 0           | 0           | 4           | 0          | 0          | 0          | 0          | 0          |
| 24. | Hennos Asmelash       | 3           | 0           | 0           | 0           | 3           | 0          | 0          | 0          | 0          | 0          |
| 25. | Ricardo Kishna        | 2           | 0           | 0           | 0           | 2           | 0          | 0          | 0          | 0          | 0          |
| 26. | Chovanie Amatkarijo   | 1           | 0           | 0           | 0           | 1           | 0          | 0          | 0          | 0          | 0          |
| 27. | Tim Coremans          | 1           | 0           | 0           | 0           | 1           | 0          | 0          | 0          | 0          | 0          |
| 28. | Mats van Kins         | 1           | 0           | 0           | 0           | 1           | 0          | 0          | 0          | 0          | 0          |
| 29. | Guy Smith             | 1           | 0           | 0           | 0           | 1           | 0          | 0          | 0          | 0          | 0          |

### Opmerkelijkheden
- ADO Den Haag eindigde het seizoen 2017/18 met maar liefst 47 punten. Het leverde ADO de zevende plek in de eindklassering op, een evenaring van het seizoen 2010/11.
- ADO won 13 Eredivisie-wedstrijden dit seizoen. De laatste keer dat de Haagse ploeg zo vaak won, was in het seizoen 2010/11 (16 winstpartijen).
- De Haagse ploeg pakte 'maar' 45 gele kaarten. Dat lage aantal werd ondergesneeuwd door de vijf rode kaarten die ADO kreeg, het hoogste aantal van alle Eredivisie-ploegen.
- ADO versloeg dit seizoen Roda JC Kerkrade, Willem II en het gedegradeerde FC Twente twee maal.
- ADO bleef dit seizoen ongeslagen in thuiswedstrijden tegen de traditionele top 3: Ajax (1-1), Feyenoord (2-2), PSV (3-3). De laatste keer dat ADO in Den Haag niet verloor van deze ploegen was in het seizoen 2010/11.
- Voor het eerst sinds 2012/13 bleef ongeslagen tegen Ajax (1-1, 0-0).
- De ADO-speler die de meeste overtredingen beging was Bjørn Johnsen: 53
- De speler met de meeste speelminuten was Danny Bakker: 3055. Alleen in de wedstrijd tegen Sparta viel hij vijf minuten voor tijd uit, alle andere 33 wedstrijden stond hij alle minuten op het veld.
- Abdenasser El Khayati gaf in totaal 11 assists. Daarmee eindigde de middenvelder op een gedeelde vijfde plaats in de Eredivisie.
- Samen met VVV-Venlo en Willem II had ADO de laagste passnauwkeurigheid: 59 procent.
- De rode kaart van Édouard Duplan in de thuiswedstrijd tegen Excelsior was de snelst gegeven rode prent bij alle Eredivisie-ploegen. In totaal kreeg ADO vijf rode kaarten, het meeste van alle ploegen.
- Voor het eerst sinds het seizoen 2010/11 wist ADO beide wedstrijden te winnen van de uiteindelijke directe degradant (dit seizoen: FC Twente).
- ADO zag de tegenstander dit seizoen 10 keer de openingstreffer maken. Geen enkele andere club maakte dat het vaakst mee dit seizoen.
- Spits Bjørn Johnsen werd in zijn eerste Haagse seizoen clubtopscorer met liefst 19 doelpunten. De Noor eindigde maar twee treffers onder Alireza Jahanbakhsh van AZ. De tweede plaats op de landelijke topscorerslijst is een evenaring met wat de Rus Dmitri Boelykin in 2011 neerzette, de ADO-speler met de meeste competitiegoals sinds de eeuwwisseling (21 competitiedoelpunten). Johnsen schoot in totaal 89 keer, 43 maal werd het een schot op doel. De spits kreeg na afloop van ADO-PSV de Karel Jansen-trofee uitgereikt voor 'Topscorer van het seizoen'.
- Johnsen was wel de Eredivisie-speler met de meeste doelpunten exclusief strafschoppen. Door zijn negentien treffers had hij het grootste aandeel van het totaal aantal doelpunten van een club: 42%.
- Aankoop Thijmen Goppel kreeg de trofee voor 'Talent van het jaar'. De jonge rechtsback, die ook als rechtsbuiten uit de voeten kan, kwam over van NEC Nijmegen en kreeg na de winterstop verschillende keren een basisplaats. In totaal kwam hij tot 14 wedstrijden in de Eredivisie.
- Middenvelder Lex Immers kreeg de Karel Jansen-trofee voor 'Beste speler van het seizoen'. De Hagenees keerde terug in Den Haag en werd een belangrijke schakel op het middenveld.

## Uitslagen

### Juli
| Oefenwedstrijd | LVV Lugdunum | 0 - 6 (0 - 1)                       | ADO Den Haag | Selectie ADO Den Haag: (Trainer: Alfons Groenendijk) |
| za. 1 juli 2017 Aanvangstijd: 14:30 uur Plaats: Leiden Sportpark Kikkerpolder II Toeschouwers: ? Scheidsrechter: Dick Jol Verslag ADO Verslag Omroep West |              | 0 - 1 0 - 2 0 - 3 0 - 4 0 - 5 0 - 6 | 21' Marengo (Duplan) 51' Van der Heijden (Lorenzen) 54' Lorenzen (Smith) 55' Ladan (Van der Heijden) 74' Van Kins (Goppel) 85' Ladan | OPSTELLING 1e HELFT: Zwinkels - David, Kuipers, Beugelsdijk, Meijers - Bakker, Duplan, Van Huffel - Becker, Lorenzen, Marengo OPSTELLING 2e HELFT: Van der Sar - Goppel, Meißner, Smith, Haddachi - Asmelash, Ladan, Van Kins - Amatkarijo, Van der Heijden, Lorenzen WISSEL: 72' Reyneveld Lorenzen |
| |              |                                     | | |

Afwezig: Ebuehi, Šetkus (nog vakantie wegens interlands), Coremans (niet wedstrijdfit), Havenaar (bezig met transfer), Gorter, Jansen, Kanon, Kastaneer (bezig met onderhandelingen)

Opmerkelijk: Aanvaller Melvyn Lorenzen was op proef; ADO kwam niet met hem tot een verbintenis. Voormalig prof Tim de Cler speelde mee voor LVV Lugdunum.
| Oefenwedstrijd | SVV Scheveningen | 0 - 7 (0 - 2)                             | ADO Den Haag | Selectie ADO Den Haag: (T: Alfons Groenendijk) |
| wo. 5 juli 2017 Aanvangstijd: 19:30 uur Plaats: Den Haag Sportpark Houtrust Toeschouwers: ? Scheidsrechter: ? Verslag ADO Verslag Omroep West |                  | 0 - 1 0 - 2 0 - 3 0 - 4 0 - 5 0 - 6 0 - 7 | 6' Beugelsdijk (Gorter) 42' Ladan (Asmelash) 50' Van Kins (Marengo) 57' Amatkarijo (Marengo) 63' Van der Heijden (Van Kins) 67' Amatkarijo (Asmelash) 72' Marengo (Kuipers) | OPSTELLING 1e HELFT: Zwinkels - David, Meißner, Beugelsdijk, Meijers - Bakker, Immers, Gorter - Becker, Ladan, Duplan WISSELS: 30' Asmelash Gorter 30' Van der Heijden Immers OPSTELLING 2e HELFT: Van der Sar - Goppel, Kuipers, Smith, Haddachi - Van Huffel, Asmelash, Van Kins - Amatkarijo, Van der Heijden, Marengo WISSEL: 66' Reyneveld Van der Heijden |
| |                  |                                           | | |

Afwezig: Ebuehi, Šetkus (nog vakantie wegens interlands), Coremans (niet wedstrijdfit), Kanon, Kastaneer, Lorenzen (bezig met onderhandelingen)
| Oefenwedstrijd | RKSV Halsteren                           | 2 - 4 (1 - 3)                       | ADO Den Haag                                                                                     | Selectie ADO Den Haag: (T: Alfons Groenendijk) |
| za. 8 juli 2017 Aanvangstijd: 19:00 uur Plaats: Halsteren Sportpark De Beek Toeschouwers: ? Scheidsrechter: ? Verslag ADO Verslag Omroep West | Van der Spek (penalty) 45' Abdendi 90+3' | 0 - 1 0 - 2 0 - 3 1 - 3 1 - 4 2 - 4 | 10' James (eigen doelpunt) 29' Gorter (penalty) 33' Becker (vrije trap) 90+1' Meißner (Van Kins) | OPSTELLING 1e HELFT: Zwinkels - Goppel, Meißner, N. Kuipers, Meijers - Bakker, Immers, Gorter - Becker, Van der Heijden, Marengo OPSTELLING 2e HELFT: Šetkus - Goppel, Meißner, Beugelsdijk, Haddachi - Van Kins, Asmelash, Meijers - Becker, Ladan, Marengo WISSELS: 67' Ebuehi Goppel 67' B. Kuipers Meijers 67' Amatkarijo Becker 67' Cil Duplan |
| |                                          |                                     |                                                                                                  | |

Afwezig: Coremans, Duplan (blessure), Kanon, Lorenzen (bezig met onderhandelingen)
| Oefenwedstrijd | VV Serooskerke | 0 - 7 (0 - 3)                             | ADO Den Haag | Selectie ADO Den Haag: (T: Alfons Groenendijk) |
| ma. 10 juli 2017 Aanvangstijd: 19:30 uur Plaats: Serooskerke Sportpark Noordhout Toeschouwers: ? Scheidsrechter: ? Verslag ADO Verslag Omroep West |                | 0 - 1 0 - 2 0 - 3 0 - 4 0 - 5 0 - 6 0 - 7 | 8' Ladan 28' Marengo (Immers) 44' Becker (Van Kins) 55' Marengo (Meijers) 73' Van der Heijden (Polley) 85' Van der Heijden (Polley) 90+2' Van Huffel (Polley) | OPSTELLING 1e HELFT: Coremans - Ebuehi, Beugelsdijk, B. Kuipers, Meijers - Bakker, Immers, Van Kins - Becker, Ladan, Marengo OPSTELLING 2e HELFT: Van der Sar - Smith, N. Kuipers, Beugelsdijk, Meijers - Bakker, Immers, Van Kins - Becker, Van der Heijden, Marengo WISSELS: 62' Goppel Meijers 62' Meißner Beugelsdijk 62' Asmelash Immers 62' Van Huffel Bakker 62' Roffelsen Van Kins 62' Polley Becker |
| |                |                                           | | |

Afwezig: Duplan, Gorter, Zwinkels (blessure/rust), Kanon, Lorenzen, Šetkus (bezig met onderhandelingen)

Opmerkelijk: Voorafgaand aan de wedstrijd werd er een minuut stilte gehouden wegens het overlijden van oud-ADO-voetbalster Sylvia Nooij.
| Oefenwedstrijd | Bruse Boys     | 1 - 13 (0 - 6)                                                                           | ADO Den Haag | Selectie ADO Den Haag: (T: Alfons Groenendijk) |
| wo. 12 juli 2017 Aanvangstijd: 19:30 uur Plaats: Bruinisse Sportpark Volharding Toeschouwers: ±900 Scheidsrechter: ? Verslag ADO Verslag Omroep West | Van 't Hof 78' | 0 - 1 0 - 2 0 - 3 0 - 4 0 - 5 0 - 6 0 - 7 0 - 8 0 - 9 0 - 10 0 - 11 1 - 11 1 - 12 1 - 13 | 26' Becker (Immers) 28' Ladan 31' Becker (Gorter) 34' Ladan (Meijers) 38' Immers (Ebuehi) 45' Bakker (Gorter) 48' Smith (Marengo) 51' Smith (Bakker) 70' Van Huffel (Goppel) 74' Asmelash (Van Huffel) 76' David 81' Marengo (penalty) 86' Van Kins (penalty) | OPSTELLING 1e HELFT: Coremans - Ebuehi, Beugelsdijk, B. Kuipers, Meijers - Bakker, Immers, Gorter - Becker, Ladan, Duplan OPSTELLING 2e HELFT: Van der Sar - David, Meißner, Smith, Goppel - Bakker, Immers, Roffelsen - Becker, Ladan, Marengo WISSELS: 60' Van Kins Immers 60' Asmelash Bakker 60' Van Huffel Becker 60' Polley Ladan |
| |                |                                                                                          | | |

Afwezig: Van der Heijden, N. Kuipers, Zwinkels (blessure), Kanon, Lorenzen (bezig met onderhandelingen)
| Oefenwedstrijd | Zeeuws Elftal  | 1 - 3 (1 - 1)           | ADO Den Haag                                    | Selectie ADO Den Haag: (T: Alfons Groenendijk) |
| vr. 14 juli 2017 Aanvangstijd: 19:00 uur Plaats: Yerseke Sportcomplex Cleijn Moercken Toeschouwers: ? Scheidsrechter: ? Verslag ADO Verslag Omroep West | Schalkwijk 15' | 1 - 0 1 - 1 1 - 2 1 - 3 | 39' Bakker (vrije trap) 86' Van Kins 90' Becker | OPSTELLING 1e HELFT: Coremans - Ebuehi, Beugelsdijk, Meißner, B. Kuipers - Bakker, Immers, Gorter - Becker, Van der Heijden, Duplan WISSELS: 46' Smith Meißner 46' Marengo Duplan 46' Ladan Van der Heijden 60' David Ebuehi 60' Goppel B. Kuipers 60' Van Kins Gorter 73' Van Huffel Immers |
| |                |                         |                                                 | |

Afwezig: Meijers, N. Kuipers, Zwinkels (blessure), Kanon, Lorenzen (bezig met onderhandelingen)

Opmerkelijk: In de 34ste minuut van de wedstrijd werd de wedstrijd stilgelegd en een minuut geapplaudisseerd wegens de ernstige gezondheidssituatie van Ajax-middenvelder Abdelhak Nouri.
| Oefenwedstrijd | ADO Den Haag        | 1 - 0 (1 - 0) | MVV Maastricht | Selectie ADO Den Haag: (T: Alfons Groenendijk) | Selectie MVV Maastricht: (T: Ron Elsen) |
| di. 18 juli 2017 Aanvangstijd: 19:30 uur Plaats: Den Haag Cars Jeans Stadion Toeschouwers: ±1.500 Scheidsrechter: Martin van den Kerkhof Wedstrijdverslagen: Verslag ADO Verslag Omroep West | Bakker (Gorter) 27' | 1 - 0         |                | OPSTELLING 1e HELFT: Zwinkels - Ebuehi, Beugelsdijk, B. Kuipers, Meijers - Bakker, Immers, Gorter - Becker, Ladan, Marengo WISSELS: 46' Coremans Zwinkels 58' Van Kins Immers 58' Van der Heijden Ladan 71' David Ebuehi 71' Haddachi Meijers 71' Asmelash Gorter 71' Polley Becker 71' Amatkarijo Marengo | BASISOPSTELLING: Storch - Ciranni, Mmaee, Se. Martina, Schroyen - Ippel, Nys, Koolhof - Vandeputte, Kostons, Okita WISSELS: 46' Deumeland Storch 61' Pereira Kostons 70' Loshaj Koolhof 70' Golpek Vandeputte 78' Houben Mmaee 80' Thuys Nys |
| |                     |               |                | | |

Afwezig: Duplan, N. Kuipers, Meißner (blessure), Kanon, Lorenzen (bezig met onderhandelingen)
| Oefenwedstrijd | ADO Den Haag            | 1 - 0 (0 - 0) | De Graafschap | Selectie ADO Den Haag: (T: Alfons Groenendijk) | Selectie De Graafschap: (T: Henk de Jong) |
| za. 22 juli 2017 Aanvangstijd: 14:30 uur Plaats: Den Haag Cars Jeans Stadion Toeschouwers: ±? Scheidsrechter: Siemen Mulder Wedstrijdverslagen: Verslag ADO Verslag Omroep West | Bakker (vrije trap) 58' | 1 - 0         |               | OPSTELLING 1e HELFT: Zwinkels - David, Meißner, B. Kuipers, Meijers - Bakker, Hooi, Gorter - Becker, Van der Heijden, Duplan WISSELS: 46' Marengo Duplan 68' Smith B. Kuipers 68' Asmelash Bakker 68' Van Kins Hooi 68' Van Huffel Gorter 68' Amatkarijo Becker 68' Ladan Van der Heijden | BASISOPSTELLING: Bednarek - Tutuarima, L. Nieuwpoort, S. Nieuwpoort, Abena, Driver - Serrarens, Receveur, Diemers - Ars, Van den Hurk WISSELS: 31' Klaasen Diemers 31' Van Mieghem Van den Hurk 46' Van Overbeek Tutuarima 61' Van Diermen L. Nieuwpoort 61' Burgzorg Receveur 61' Diemers Serrarens 61' Van den Hurk Ars 71' Vreman S. Nieuwpoort 71' Keurntjes Driver |
| |                         |               |               | | |

Afwezig: Beugelsdijk, Ebuehi, Immers, N. Kuipers (blessure/rust), Kanon, Lorenzen (bezig met onderhandelingen)

Opmerkelijk: Danny Bakker scoorde voor de vierde oefenwedstrijd op rij.
| Oefenwedstrijd | Beijing Enterprises Group FC | 1 - 2 (1 - 1)     | ADO Den Haag                  | Selectie ADO Den Haag: (T: Alfons Groenendijk) |
| za. 29 juli 2017 Aanvangstijd: 19:30 uur (*lokale tijd) Plaats: Beijing Olympisch Sportcentrum Toeschouwers: ±5.000 Scheidsrechter: ? Verslag ADO Verslag Omroep West | Chen 4'                      | 1 - 0 1 - 1 1 - 2 | 37' Gorter (penalty) 63' Hooi | OPSTELLING 1e HELFT: Zwinkels - Ebuehi, Beugelsdijk, B. Kuipers, Meijers - Bakker, Immers, Gorter - Becker, Ladan, Duplan WISSELS: 46' Coremans Zwinkels 46' David Ebuehi 46' Hooi Immers 46' Lorenzen Becker 46' Marengo Duplan 65' Meißner Beugelsdijk 65' Asmelash Bakker 65' Van der Heijden Ladan |
| |                              |                   |                               | |

Afwezig: N. Kuipers (blessure), Kanon (bezig met onderhandelingen)

Opmerkelijk: ADO was op uitnodiging van United Vansen afgereisd naar China, waar het onder andere deze wedstrijd speelde om de 'China Trophy' en won. Bij Beijing Enterprises was Gao Hongbo de hoofdtrainer, die eerder als adviseur werd aangesteld bij ADO.

### Augustus
| Oefenwedstrijd | ADO Den Haag          | 1 - 0 (1 - 0) | SBV Excelsior | Selectie ADO Den Haag: (T: Alfons Groenendijk) | Selectie SBV Excelsior: (T: Mitchell van der Gaag) |
| za. 5 augustus 2017 Aanvangstijd: 14:30 uur Plaats: Den Haag Cars Jeans Stadion Toeschouwers: ±? Scheidsrechter: Kevin Blom Wedstrijdverslagen: Verslag ADO Verslag Omroep West | Johnsen (Meijers) 45' | 1 - 0         |               | OPSTELLING 1e HELFT: Zwinkels - Ebuehi, Beugelsdijk, B. Kuipers, Meijers - Immers, Marengo, Bakker - Hooi, Johnsen, Duplan WISSELS: 46' Asmelash Bakker 46' Gorter Marengo 60' Ladan Johnsen 60' Lorenzen Duplan 72' Meißner Beugelsdijk | BASISOPSTELLING: Damen - Payne, Mattheij, Faes, Massop - Faik, Koolwijk , Vermeulen, Bruins - Elbers, El Azzouzi WISSELS: 46' Messaoud Vermeulen 62' Burnet Payne 62' Fortes Mattheij 62' Haspolat Faik 62' Caenepeel Elbers 62' Hadouir El Azzouzi 76' Afakar Hadouir |

Afwezig: Becker, N. Kuipers (blessure), Kanon (bezig met onderhandelingen)

Opmerkelijk: Ook dit seizoen won ADO alle oefenwedstrijden voorafgaande aan het nieuwe Eredivisie-seizoen.
| Eredivisie 1e speelronde | ADO Den Haag           | 0 - 3 (0 - 1)     | FC Utrecht                                                                 | Selectie ADO Den Haag: (T: Alfons Groenendijk) | Selectie FC Utrecht: (T: Erik ten Hag) |
| vr. 11 augustus 2017 Aanvangstijd: 19:00 uur Plaats: Den Haag Cars Jeans Stadion Toeschouwers: 12.134 Scheidsrechter: Ed Janssen Wedstrijdverslagen: Verslag ADO Verslag FCUpdate MOTM in het stadion: Bjørn Johnsen | Immers 17' Meijers 23' | 0 - 1 0 - 2 0 - 3 | 15' Dessers 18' Labyad 55' Van de Streek (Emanuelson) 81' Dessers (Labyad) | BASISOPSTELLING: Zwinkels - Ebuehi, Beugelsdijk, B. Kuipers, Meijers - Bakker, Immers, Gorter - Becker, Johnsen, Duplan RESERVEBANK: Coremans, David, Meißner, Asmelash, Ladan, Marengo, Hooi, Lorenzen, Van der Heijden WISSELS: 58' Lorenzen Duplan 78' Ladan Gorter | BASISOPSTELLING: Jensen - Klaiber, Leeuwin, Janssen , Braafheid - Van de Streek, Labyad, Kali, Ayoub - Kerk, Dessers RESERVEBANK: Marsman, Troupée, Van der Maarel, Đumić, Van der Meer, Velanas, Emanuelson, Ould-Chikh, Görtler, Venema WISSELS: 27' Van der Maarel Kali 46' Emanuelson Ayoub 73' Van der Meer Braafheid |

Afwezig: N. Kuipers (schorsing), Kanon (bezig met onderhandelingen)

Opmerkelijk: Het duel werd een uur vervroegd wegens de politieaanwezigheid bij het Scheveningse vuurwerk later die avond. Het Eredivisie-seizoen begon in Den Haag. Lex Immers pakte bij zijn Haagse terugkeer de eerste gele kaart van het gehele competitieseizoen. Verder maakten Bas Kuipers, Bjørn Johnsen, Melvyn Lorenzen en Delano Ladan hun officiële ADO-debuut. Voor Ladan was dit extra speciaal omdat hij de eerste 'Millennial' is die namens ADO in de Eredivisie in actie is gekomen. Ook speelde Lex Immers zijn 150ste competitieduel voor ADO. Verdediger Nick Kuipers had nog een schorsing van drie wedstrijden openstaan die hij had opgelopen bij zijn oude ploeg MVV Maastricht. ADO had pech tijdens deze wedstrijd; Bjørn Johnsen (paal) en Tom Beugelsdijk (lat) waren dicht bij de eerste Haagse treffer van het seizoen.
| Eredivisie 2e speelronde | AZ                                                                 | 2 - 0 (1 - 0) | ADO Den Haag                    | Selectie ADO Den Haag: (T: Alfons Groenendijk) | Selectie AZ: (T: John van den Brom) |
| za. 19 augustus 2017 Aanvangstijd: 19:45 uur Plaats: Alkmaar AFAS Stadion Toeschouwers: 12.749 Scheidsrechter: Danny Makkelie Wedstrijdverslagen: Verslag ADO Verslag FCUpdate | Weghorst (penalty) 29' Weghorst 61' Til (Vejinović) 70' Garcia 73' | 1 - 0 2 - 0   | 18' Kanon 28' Kanon 28' Meijers | BASISOPSTELLING: Zwinkels - Ebuehi, Beugelsdijk, Kanon, Meijers - Bakker, Immers, Gorter - Becker, Johnsen, Lorenzen RESERVEBANK: Coremans, Van der Sar, David, Meißner, B. Kuipers, Asmelash, Ladan, Hooi, Duplan, Van der Heijden WISSELS: 57' Hooi Lorenzen 81' Duplan Becker 83' Ladan Johnsen | BASISOPSTELLING: Bizot - Svensson, Vlaar , Wuytens, Ouwejan - Til, Vejinović, Van Overeem - Jahanbakhsh, Weghorst, Dos Santos RESERVEBANK: Coutinho, Hatzidiakos, Wijndal, Koopmeiners, Helmer, Seuntjens, Garcia, Friday WISSELS: 65' Garcia Dos Santos 74' Friday Van Overeem 76' Seuntjens Vejinović |

Afwezig: N. Kuipers (schorsing)

Opmerkelijk: Over de tweede gele kaart die scheidsrechter Makkelie gaf aan Wilfried Kanon, die een paar dagen voor de wedstrijd een vijfjarig contract tekende, werd na afloop van de wedstrijd veel gediscussieerd. Verder maakte Elson Hooi zijn officiële ADO-debuut.
| Eredivisie 3e speelronde | ADO Den Haag                    | 1 - 2 (0 - 0)     | SC Heerenveen                                                            | Selectie ADO Den Haag: (T: Alfons Groenendijk) | Selectie SC Heerenveen: (T: Jurgen Streppel) |
| za. 26 augustus 2017 Aanvangstijd: 19:45 uur Plaats: Den Haag Cars Jeans Stadion Toeschouwers: 7.902 Scheidsrechter: Jochem Kamphuis Wedstrijdverslagen: Verslag ADO Verslag FCUpdate MOTM in het stadion: Danny Bakker | Gorter 72' Johnsen (Gorter) 78' | 0 - 1 0 - 2 1 - 2 | 33' Thorsby 52' Woudenberg 57' Thorsby (Dumfries) 66' Thorsby (Dumfries) | BASISOPSTELLING: Zwinkels - Ebuehi, Beugelsdijk, Bakker, Meijers - Immers, El Khayati, Gorter - Becker, Johnsen, Lorenzen RESERVEBANK: Coremans, David, Meißner, B. Kuipers, Asmelash, Ladan, Hooi, Duplan, Van der Heijden WISSELS: 64' Duplan Lorenzen 76' Meißner El Khayati 83' Hooi Gorter | BASISOPSTELLING: Van der Steen - Dumfries, Høegh, Pierie, Woudenberg - Kobayashi, Schaars , Thorsby - Ødegaard, Ghoochannejhad, Zeneli RESERVEBANK: Doornbusch, Bekkema, Schmidt, Van Amersfoort, Vlap, Mihajlović, Veerman WISSELS: 79' Veerman Ghoochannejhad 84' Van Amersfoort Thorsby 89' Vlap Zeneli |

Afwezig: Kanon, N. Kuipers (schorsing)

Opmerkelijk: Bjørn Johnsen maakte het eerste doelpunt voor ADO in dit Eredivisie-seizoen. Aaron Meijers speelde zijn 150ste competitiewedstrijd voor ADO. Voorafgaand aan de wedstrijd werd voormalig coach van de ADO-vrouwen Sarina Wiegman gehuldigd vanwege haar verdiensten op het EK vrouwenvoetbal in eigen land, waar zij als trainster van de Nederlandse ploeg Europees Kampioen werd. Het toeschouwersaantal bij deze thuiswedstrijd (7.902) was bijzonder laag. Alleen in het seizoen 2008/09 tegen AZ (7.200 toeschouwers) en FC Twente (7.833) zaten er in de voorgaande tien seizoenen minder aanwezigen bij een competitiewedstrijd.
| Oefenwedstrijd | ADO Den Haag                            | 2 - 0 (0 - 0) | SJC Noordwijk | Selectie ADO Den Haag: (T: Alfons Groenendijk) |  |
| di. 29 augustus 2017 Aanvangstijd: 19:30 uur Plaats: Den Haag Cars Jeans Stadion Toeschouwers: ? Scheidsrechter: Mark Langedoen Wedstrijdverslagen: Verslag ADO | Van der Heijden 48' Van der Heijden 76' | 1 - 0 2 - 0   |               | BASISOPSTELLING: Coremans - David, Meißner, Pinas, B. Kuipers - Guezen, Asmelash, Van Huffel - Hooi, Van der Heijden, Polley WISSELS: 46' Roffelsen Guezen 46' Goppel Van Huffel 46' Timmermans Polley 62' N. Kuipers Pinas 72' Anez B. Kuipers |  |

Afwezig: Ebuehi, Johnsen, Kanon, Ladan (interlands), Bakker, Becker, Beugelsdijk, Duplan, El Khayati, Gorter, Immers, Lorenzen, Meijers, Zwinkels (blessure/rust)

Opmerkelijk: Voormalig ADO-speler Sjaak Polak was hoofdtrainer bij SJC Noordwijk.

### September
| Eredivisie 4e speelronde | Willem II                   | 1 - 2 (0 - 1)     | ADO Den Haag                                               | Selectie ADO Den Haag: (T: Alfons Groenendijk) | Selectie Willem II: (T: Erwin van de Looi) |
| za. 9 september 2017 Aanvangstijd: 18:30 uur Plaats: Tilburg Koning Willem II Stadion Toeschouwers: 11.123 Scheidsrechter: Dennis Higler Wedstrijdverslagen: Verslag ADO Verslag FCUpdate | Lewis 49' Sol (Azzaoui) 77' | 0 - 1 1 - 1 1 - 2 | 32' El Khayati (penalty) 61' David 86' El Khayati (Kishna) | BASISOPSTELLING: Zwinkels - Ebuehi, Beugelsdijk, Kanon, Meijers - Immers, El Khayati, Bakker - Becker, Johnsen, Hooi RESERVEBANK: Coremans, David, Meißner, B. Kuipers, Asmelash, Gorter, Falkenburg, Kishna, Duplan, Lorenzen, Ladan WISSELS: 46' David Ebuehi 73' Kishna Hooi 85' Lorenzen Becker | BASISOPSTELLING: Wellenreuther - Lewis, Lachman, Peters , Van der Linden, Tsimikas - Chirivella, Rienstra, Haye - Velikonja, Sol RESERVEBANK: Branderhorst, Van der Lei, Heerkens, Urbański, Kok, Crowley, El Hankouri, Croux, Coulibaly, Azzaoui WISSELS: 61' Azzaoui Lewis 70' Croux Velikonja 88' Crowley Rienstra |

Afwezig: N. Kuipers (niet wedstrijdfit)

Opmerkelijk: Ricardo Kishna maakte zijn ADO-debuut. Danny Bakker speelde zijn 100ste Eredivisie-wedstrijd voor de Haagse ploeg.
| Eredivisie 5e speelronde | ADO Den Haag                                               | 1 - 1 (0 - 1) | AFC Ajax                                                                | Selectie ADO Den Haag: (T: Alfons Groenendijk) | Selectie AFC Ajax: (T: Marcel Keizer) |
| zo. 17 september 2017 Aanvangstijd: 14:30 uur Plaats: Den Haag Cars Jeans Stadion Toeschouwers: 12.016 Scheidsrechter: Bas Nijhuis Wedstrijdverslagen: Verslag ADO Verslag FCUpdate MOTM in het stadion: Robert Zwinkels | Immers 34' Beugelsdijk 38' Johnsen (Becker) 71' Becker 87' | 0 - 1 1 - 1   | 2' Kluivert 28' Veltman (Ziyech) 57' Veltman 60' Van de Beek 87' Schöne | BASISOPSTELLING: Zwinkels - Ebuehi, Beugelsdijk, Kanon, Meijers - Immers, El Khayati, Bakker - Becker, Johnsen, Hooi RESERVEBANK: Coremans, Groothuizen, David, Meißner, B. Kuipers, Asmelash, Gorter, Falkenburg, Kishna, Duplan, Lorenzen, Ladan WISSELS: 46' Falkenburg Immers 56' Kishna Hooi 77' Lorenzen Kishna | BASISOPSTELLING: Onana - Veltman , De Ligt, Viergever, Dijks - Van de Beek, F. de Jong, Ziyech - Kluivert, Huntelaar, Younes RESERVEBANK: Van Leer, Wöber, Orejuela, Schöne, S. de Jong, Neres, Cerny, Dolberg WISSELS: 67' Neres Kluivert 78' Schöne De Jong 85' Dolberg Dijks |

Afwezig: N. Kuipers (niet wedstrijdfit)

Opmerkelijk: Erik Falkenburg maakte zijn ADO-debuut. Ricardo Kishna viel uit met een ernstige knieblessure en was voor de rest van het seizoen uitgeschakeld.
| KNVB Beker Eerste ronde | Feyenoord                                                                  | 2 - 0 (0 - 0) | ADO Den Haag                                             | Selectie ADO Den Haag: (T: Alfons Groenendijk) | Selectie Feyenoord: (T: Giovanni van Bronckhorst) |
| wo. 20 september 2016 Aanvangstijd: 20:45 uur Plaats: Rotterdam De Kuip Toeschouwers: 45.000 (458 uitfans) Scheidsrechter: Pol van Boekel Wedstrijdverslagen: Verslag ADO Verslag FCUpdate | Botteghin 38' Berghuis (Başacıkoğlu) 73' Berghuis 75' Kramer (penalty) 82' | 1 - 0 2 - 0   | 34' Gorter 53' Hooi 59' Beugelsdijk 78' Kanon 82' Gorter | BASISOPSTELLING: Zwinkels - Ebuehi, Beugelsdijk, Kanon, Meijers - Immers, El Khayati, Gorter - Hooi, Johnsen, Duplan RESERVEBANK: Coremans, Groothuizen, David, Meißner, B. Kuipers, Asmelash, Bakker, Falkenburg, Becker, Lorenzen, Ladan WISSELS: 57' Falkenburg Hooi 75' Lorenzen Duplan 86' David Ebuehi | BASISOPSTELLING: Jones - Diks, Botteghin, Van der Heijden, Haps - Amrabat, El Ahmadi , Toornstra - Berghuis, Kramer, Larsson RESERVEBANK: Bijlow, Ten Hove, St. Juste, Nelom, Tapia, Vilhena, Hansson, Başacıkoğlu, Vente WISSELS: 64' Başacıkoğlu Larsson |
| |                                                                            |               |                                                          | | |

Afwezig: Kishna, N. Kuipers (blessure)

Opmerkelijk: Net als het voorgaande seizoen werd ADO gekoppeld aan Feyenoord in het bekertoernooi.
| Eredivisie 6e speelronde | ADO Den Haag                                        | 1 - 0 (0 - 0) | Sparta Rotterdam | Selectie ADO Den Haag: (T: Alfons Groenendijk) | Selectie Sparta Rotterdam: (T: Alex Pastoor) |
| za. 23 september 2017 Aanvangstijd: 20:45 uur Plaats: Den Haag Cars Jeans Stadion Toeschouwers: 9.641 Scheidsrechter: Jeroen Manschot Wedstrijdverslagen: Verslag ADO Verslag FCUpdate MOTM in het stadion: Abdenasser El Khayati | Meijers 36' El Khayati (Becker) 50' Beugelsdijk 68' | 1 - 0         | 39' Floranus     | BASISOPSTELLING: Zwinkels - Ebuehi, Beugelsdijk, Kanon, Meijers - Immers, El Khayati, Bakker - Becker, Johnsen, Falkenburg RESERVEBANK: Coremans, Groothuizen, David, Meißner, B. Kuipers, Asmelash, Duplan, Lorenzen, Hooi, Ladan WISSELS: 72' Duplan Falkenburg 82' Lorenzen Johnsen | BASISOPSTELLING: Kortsmit - Floranus, Chabot, Fischer, Marfelt - Sanusi, Mühren, Dougall - Verhaar, Ache, Goodwin RESERVEBANK: Craninx, Janssen, Holst, Bambock, Dobson, Spierings, Alhaft, Duarte, Brogno, Volaš WISSELS: 71' Brogno Verhaar 76' Duarte Chabot 79' Volaš Ache |

Afwezig: Gorter (schorsing), Kishna, N. Kuipers (blessure)
| Eredivisie 7e speelronde | NAC Breda                               | 0 - 1 (0 - 0) | ADO Den Haag                                        | Selectie ADO Den Haag: (T: Alfons Groenendijk) | Selectie NAC Breda: (T: Stijn Vreven) |
| za. 30 september 2017 Aanvangstijd: 18:30 uur Plaats: Breda Rat Verlegh Stadion Toeschouwers: 18.523 Scheidsrechter: Siemen Mulder Wedstrijdverslagen: Verslag ADO Verslag FCUpdate | Pablo Marí 25' Mets 63' Verschueren 67' | 0 - 1         | 25' Meijers 67' Ebuehi 70' Beugelsdijk (El Khayati) | BASISOPSTELLING: Zwinkels - Ebuehi, Beugelsdijk, Kanon, A. Meijers - Immers, El Khayati, Bakker - Becker, Johnsen, Duplan RESERVEBANK: Coremans, David, Meißner, N. Kuipers, B. Kuipers, Gorter, Falkenburg, Lorenzen, Hooi WISSELS: 46' Falkenburg Johnsen 67' Hooi Becker 76' Lorenzen Duplan | BASISOPSTELLING: Birighitti - Horsfield, Koch, Pablo Marí , Angeliño - El Allouchi, Verschueren, Mets - Manu García, Ambrose, Korte RESERVEBANK: Noppert, Bertrams, Sporkslede, B. Meijers, Fernandes, Reuvers, Sprangers, Enevoldsen WISSELS: 76' Fernandes Korte 82' Sprangers Verschueren 87' Enevoldsen Horsfield |

Afwezig: Kishna (blessure)

Opmerkelijk: ADO haalde door deze overwinning 10 punten uit 4 wedstrijden. Spits Bjørn Johnsen liep vlak voor rust een gebroken neus op. Verdediger Tom Beugelsdijk werd berecht vanwege een elleboogstoot. De aanklager betaald voetbal besloot na eerdere uitspraken (vier duels, vijf duels, vrijspraak) om hem uiteindelijk voor vier wedstrijden te schorsen. Deze schorsing ging vanaf speelronde 9 in.

### Oktober
| Oefenwedstrijd | Sparta Rotterdam | 1 - 1 (1 - 1) | ADO Den Haag   | Selectie ADO Den Haag: (T: Alfons Groenendijk) | Selectie Sparta Rotterdam: (T: Alex Pastoor) |
| di. 5 oktober 2017 Aanvangstijd: 14:00 uur Plaats: Rotterdam Het Kasteel Toeschouwers: ? Scheidsrechter: ? Wedstrijdverslagen: Verslag ADO Verslag Omroep West | Brogno 53'       | 1 - 0 1 - 1   | 75' Falkenburg | BASISOPSTELLING: Coremans - David, Meißner, N. Kuipers, B. Kuipers - Asmelash, Falkenburg, Gorter - Polley, Lorenzen, Hooi WISSELS: 20' Van Kins Asmelash 61' Pinas N. Kuipers 61' Van Huffel Van Kins 61' Goppel Polley | BASISOPSTELLING: Kortsmit - Holst, Breuer, Bambock, Dougall - Spierings, Mühren, Veenhoven - Brogno, Volaš, Sanusi WISSELS: 46' Fischer Breuer 46' Proschwitz Volaš |

Afwezig: Kishna (blessure), Johnsen, Kanon, Ladan (interland), Bakker, Becker, Beugelsdijk, Duplan, Ebuehi, El Khayati, Immers, Meijers, Zwinkels (rust)

Opmerkelijk: ADO en Sparta speelden vooral met wissel- en jeugdspelers. Er werd niet 2×45, maar 3×30 minuten gespeeld. Ook werd, op aanvraag van de KNVB, geoefend met de videoscheidsrechter tijdens deze wedstrijd. Hennos Asmelash viel uit met een enkelblessure. Nick Kuipers, net terug van een liesblessure, kreeg opnieuw last en moest ook worden vervangen. ADO hield voor het eerst 'de nul'.
| Eredivisie 8e speelronde | ADO Den Haag                                           | 1 - 2 (1 - 1)     | SBV Excelsior                                                                                  | Selectie ADO Den Haag: (T: Alfons Groenendijk) | Selectie SBV Excelsior: (T: Mitchell van der Gaag) |
| zo. 15 oktober 2017 Aanvangstijd: 16:45 uur Plaats: Den Haag Cars Jeans Stadion Toeschouwers: 10.805 Scheidsrechter: Serdar Gözübüyük Wedstrijdverslagen: Verslag ADO Verslag FCUpdate MOTM in het stadion: Sheraldo Becker | Duplan 4' Duplan 26' Becker 32' Johnsen 34' Immers 56' | 0 - 1 1 - 1 1 - 2 | 7' Caenepeel (Koolwijk) 13' Vermeulen 21' Massop 45' Bruins 81' Faik (Van Duinen) 83' Messaoud | BASISOPSTELLING: Zwinkels - Ebuehi, Beugelsdijk, Kanon, Meijers - Immers, El Khayati, Bakker - Becker, Johnsen, Duplan RESERVEBANK: Coremans, Groothuizen, David, Meißner, B. Kuipers, Gorter, Falkenburg, Lorenzen, Hooi, Ladan WISSELS: 46' Lorenzen Johnsen 65' Falkenburg Kanon 82' Hooi Becker | BASISOPSTELLING: Kristinsson - Karami, Mattheij, De Wijs, Massop - Faik, Vermeulen, Koolwijk - Caenepeel, Van Duinen, Bruins RESERVEBANK: Zwarthoed, Havekotte, Payne, Faes, Burnet, Fortes, Messaoud, Haspolat, El Azzouzi WISSELS: 46' Payne Massop 69' Messaoud Vermeulen 88' El Azzouzi Van Duinen |

Afwezig: Asmelash, Kishna, N. Kuipers (blessure)

Opmerkelijk: Édouard Duplan pakte de eerste rode kaart in Den Haag sinds de naam van het stadion veranderde in het Cars Jeans Stadion. Opvallend is dat Duplan als speler van RBC Roosendaal ook al de eerste rode kaart in het nieuwe ADO-stadion pakte (2007).
| Eredivisie 9e speelronde | VVV Venlo             | 0 - 2 (0 - 0) | ADO Den Haag                                   | Selectie ADO Den Haag: (T: Alfons Groenendijk) | Selectie VVV Venlo: (T: Maurice Steijn) |
| za. 21 oktober 2017 Aanvangstijd: 19:45 uur Plaats: Venlo De Koel Toeschouwers: 6.532 Scheidsrechter: Jeroen Manschot Wedstrijdverslagen: Verslag ADO Verslag FCUpdate | Leemans 10' Hunte 41' |               | 66' Falkenburg (Ebuehi) 90+3' Johnsen (Goppel) | BASISOPSTELLING: Zwinkels - Ebuehi, Meißner, Bakker, Meijers - Immers, El Khayati, Gorter - Becker, Falkenburg, Lorenzen RESERVEBANK: Coremans, Groothuizen, David, Goppel, Pinas, B. Kuipers, Van Huffel, Hooi, Johnsen, Ladan WISSELS: 70' Hooi Becker 80' Johnsen El Khayati 90' Goppel Hooi | BASISOPSTELLING: Unnerstall - Rutten, Van Bruggen, Röseler, Labylle - Post , Seuntjens, Leemans - V. Van Crooij, Thy, Hunte RESERVEBANK: D. Van Crooij, Verbong, Janse, Janssen, Antonis, Nwakali, Tissoudali, Respen WISSELS: 65' Tissoudali Hunte 86' Nwakali Labylle |

Afwezig: Beugelsdijk, Duplan (schorsing), Asmelash, Kanon, Kishna, N. Kuipers (blessure)

Opmerkelijk: Rechtsback/rechtsbuiten Thijmen Goppel maakte zijn ADO-debuut. Erik Falkenburg scoorde zijn eerste doelpunt voor de Haagse ploeg. ADO evenaarde zijn clubrecord uit 1972 door drie opeenvolgende uitwedstrijden te winnen.
| Eredivisie 10e speelronde | PEC Zwolle                      | 2 - 0 (2 - 0) | ADO Den Haag                      | Selectie ADO Den Haag: (T: Alfons Groenendijk) | Selectie PEC Zwolle: (T: John van 't Schip) |
| za. 28 oktober 2017 Aanvangstijd: 20:45 uur Plaats: Zwolle MAC³PARK stadion Toeschouwers: 13.030 Scheidsrechter: Edwin van de Graaf Wedstrijdverslagen: Verslag ADO Verslag FCUpdate | Parzyszek 7' Namli (Thomas) 11' | 1 - 0 2 - 0   | 31' Meißner 40' Gorter 84' Immers | BASISOPSTELLING: Zwinkels - Ebuehi, Meißner, D. Bakker, Meijers - Immers, El Khayati, Gorter - Becker, Falkenburg, Lorenzen RESERVEBANK: Coremans, Groothuizen, David, Goppel, Kanon, B. Kuipers, Van Kins, Hooi, Duplan, Johnsen, Ladan WISSELS: 67' Johnsen Gorter 67' Hooi Lorenzen 80' Duplan El Khayati | BASISOPSTELLING: Boer - Ehizibue, Marcellis, Sandler, Van Polen - Dekker, Saymak, Thomas - Namli, Parzyszek, Mokhtar RESERVEBANK: Van der Hart, Hauptmeijer, Freire, Van Looy, E. Bakker, Marinus, Ondaan, Israelsson WISSELS: 39' Ondaan Mokhtar 65' Freire Marcellis 86' Israelsson Parzyszek |

Afwezig: Beugelsdijk (schorsing), Asmelash, Kishna, N. Kuipers (blessure)

### November
| Eredivisie 11e speelronde | ADO Den Haag                       | 2 - 2 (1 - 1)           | Feyenoord                                            | Selectie ADO Den Haag: (T: Alfons Groenendijk) | Selectie Feyenoord: (T: Giovanni van Bronckhorst) |
| zo. 5 november 2017 Aanvangstijd: 12:30 uur Plaats: Den Haag Cars Jeans Stadion Toeschouwers: 13.870 Scheidsrechter: Bas Nijhuis Wedstrijdverslagen: Verslag ADO Verslag FCUpdate MOTM in het stadion: Wilfried Kanon | Meijers (El Khayati) 44' Kanon 55' | 0 - 1 1 - 1 2 - 1 2 - 2 | 4' Jørgensen (Nieuwkoop) 86' El Ahmadi 90' Jørgensen | BASISOPSTELLING: Zwinkels - Ebuehi, Meißner, Kanon, Meijers - Immers, El Khayati, Bakker - Becker, Falkenburg, Lorenzen RESERVEBANK: Coremans, Groothuizen, David, Pinas, B. Kuipers, Gorter, Van Kins, Hooi, Duplan, Johnsen, Ladan WISSELS: 74' Johnsen Falkenburg 85' Hooi Lorenzen 89' Gorter El Khayati | BASISOPSTELLING: Jones - Nieuwkoop, Tapia, St. Juste, Haps - Vilhena, El Ahmadi , Toornstra - Berghuis, Jørgensen, Larsson RESERVEBANK: Bijlow, Ten Hove, Diks, Nelom, Amrabat, Hansson, Başacıkoğlu, Boëtius, Kramer WISSELS: 59' Amrabat Nieuwkoop 62' Boëtius Toornstra 83' Kramer Tapia |

Afwezig: Beugelsdijk (schorsing), Asmelash, Kishna, N. Kuipers (blessure)

Opmerkelijk: ADO hield na Ajax ook landskampioen Feyenoord thuis op een gelijkspel. De voorgaande drie duels tegen de traditionele top 3 (Feyenoord en Ajax dit seizoen, PSV het voorgaande seizoen) eindigden allen in een gelijkspel.
| Oefenwedstrijd | ADO Den Haag                                                                   | 4 - 1 (1 - 0)                 | FC Oss                     | Selectie ADO Den Haag: (T: Alfons Groenendijk) | Selectie FC Oss: (T: Klaas Wels) |
| do. 9 november 2017 Aanvangstijd: 12:00 uur Plaats: Den Haag Cars Jeans Stadion Toeschouwers: ? Scheidsrechter: ? Wedstrijdverslagen: Verslag ADO Verslag ADOFans | Hooi (Gorter) 42' Johnsen (Hooi) 50' Johnsen (Duplan) 62' Johnsen (Polley) 75' | 1 - 0 2 - 0 2 - 1 3 - 1 4 - 1 | 51' Van der Venne (Kamaçi) | BASISOPSTELLING: Groothuizen - David, Beugelsdijk, Pinas, B. Kuipers - Van Huffel, Gorter, Van Kins - Hooi, Johnsen, Duplan WISSELS: 63' Goppel David 72' Asmelash Van Kins 72' Timmermans Van Huffel 79' Polley Hooi | BASISOPSTELLING: Koeman - Grotenbreg, De Regt, Van de Rande, Fleuren - Doğan, Kamaçi, Van der Sluys, Van de Sande - De Sa, Van der Venne WISSELS: 46' Vos Koeman 46' Bakx Van der Sluis 46' Adarabioyo Fleuren 63' Keukens Grotenbreg 63' Ter Borgh Kamaci |

Afwezig: Kishna, N. Kuipers (blessure), Ebuehi, Kanon, Ladan (interland), Bakker, Becker, Coremans, El Khayati, Falkenburg, Immers, Lorenzen, Meißner, Meijers, Zwinkels (rust)

Opmerkelijk: ADO speelde vooral met jeugd- en wisselspelers, de rest van de selectie kreeg rust of had interlandwedstrijden.
| Eredivisie 12e speelronde | ADO Den Haag                                                                             | 4 - 1 (1 - 1)                 | Heracles Almelo                                   | Selectie ADO Den Haag: (T: Alfons Groenendijk) | Selectie Heracles Almelo: (T: John Stegeman) |
| zo. 19 november 2017 Aanvangstijd: 12:30 uur Plaats: Den Haag Cars Jeans Stadion Toeschouwers: 11.175 Scheidsrechter: Kevin Blom Wedstrijdverslagen: Verslag ADO Verslag FCUpdate MOTM in het stadion: Abdenasser El Khayati | Lorenzen (Falkenburg) 28' El Khayati (Immers) 75' Johnsen (Immers) 83' Hooi (Becker) 89' | 0 - 1 1 - 1 2 - 1 3 - 1 4 - 1 | 10' Niemeijer (Peterson) 73' Breukers 81' Wuytens | BASISOPSTELLING: Zwinkels - Ebuehi, Meißner, Kanon, Meijers - Immers, El Khayati, Bakker - Becker, Falkenburg, Lorenzen RESERVEBANK: Coremans, Groothuizen, David, Pinas, B. Kuipers, Gorter, Van Kins, Hooi, Duplan, Johnsen WISSELS: 64' Johnsen Falkenburg 78' Hooi Lorenzen 86' Gorter El Khayati | BASISOPSTELLING: Castro - Breukers, Wuytens, Van den Buijs, Hardeveld - Monteiro, Pelupessy , Niemeijer - Kuwas, Gladon, Peterson RESERVEBANK: Zeinstra, Brouwer, Van Hintum, Van Ooijen, Duarte, Van de Berg, Leemhuis, Navrátil, Vermeij WISSELS: 79' Vermeij Monteiro 79' Navrátil Breukers 82' Duarte Van den Buijs |

Afwezig: Beugelsdijk (schorsing), Asmelash, Kishna, N. Kuipers (blessure)

Opmerkelijk: Voor de derde wedstrijd op rij kreeg ADO binnen tien minuten een tegendoelpunt te verwerken. Ook is dit de eerste seizoenswedstrijd waarin ADO een achterstand om wist te buigen in een overwinning. Melvyn Lorenzen en Elson Hooi maakten beiden hun eerste ADO-goal.
| Eredivisie 13e speelronde | Vitesse                                                                 | 2 - 0 (0 - 0) | ADO Den Haag                     | Selectie ADO Den Haag: (T: Alfons Groenendijk) | Selectie Vitesse: (T: Henk Fraser) |
| zo. 26 november 2017 Aanvangstijd: 16:45 uur Plaats: Arnhem Gelredome Toeschouwers: 14.754 Scheidsrechter: Ed Janssen Wedstrijdverslagen: Verslag ADO Verslag FCUpdate | Matavž 50' Miazga (Mount) 87' Castaignos 90' Linssen (Castaignos) 90+2' | 1 - 0 2 - 0   | 51' Immers 70' Ebuehi 71' Ebuehi | BASISOPSTELLING: Zwinkels - Ebuehi, Beugelsdijk, Kanon, Meijers - Immers, El Khayati, Bakker - Becker, Falkenburg, Lorenzen RESERVEBANK: Coremans, David, Meißner, Pinas, B. Kuipers, Gorter, Hooi, Duplan, Johnsen WISSELS: 66' Johnsen Falkenburg 66' Hooi Lorenzen 73' David El Khayati | BASISOPSTELLING: Pasveer - Dabo, Kasjia , Miazga, Faye - Serero, Foor, Mount - Van Bergen, Matavž, Linssen RESERVEBANK: Houwen, Lelieveld, Oude Kotte, Büttner, Bruns, Ali, Colkett, Castaignos WISSELS: 59' Bruns Foor 69' Castaignos Matavž 79' Büttner Faye |

Afwezig: Asmelash, Kishna, N. Kuipers (blessure)

Opmerkelijk: Robert Zwinkels hield ADO op de been door een strafschop te stoppen. Na een makkelijk gegeven rode kaart voor Tyronne Ebuehi was de ban alsnog gebroken. Lex Immers pakte zijn vijfde gele kaart van het seizoen en werd voor één duel geschorst.

### December
| Eredivisie 14e speelronde | ADO Den Haag | 0 - 3 (0 - 1)     | FC Groningen                                                                   | Selectie ADO Den Haag: (T: Alfons Groenendijk) | Selectie FC Groningen: (T: Ernest Faber) |
| za. 2 december 2017 Aanvangstijd: 18:30 uur Plaats: Den Haag Cars Jeans Stadion Toeschouwers: 10.416 Scheidsrechter: Serdar Gözübüyük Wedstrijdverslagen: Verslag ADO Verslag FCUpdate MOTM in het stadion: Wilfried Kanon |              | 0 - 1 0 - 2 0 - 3 | 45' Doan 56' Memišević 61' Te Wierik 71' Antuna 74' Idrissi (Drost) 89' Bacuna | BASISOPSTELLING: Zwinkels - David, Meißner, Kanon, Meijers - Gorter, El Khayati, Bakker - Becker, Johnsen, Lorenzen RESERVEBANK: Coremans, Groothuizen, Goppel, Pinas, B. Kuipers, Falkenburg, Van Kins, Hooi, Duplan WISSELS: 22' Duplan Lorenzen 58' Falkenburg Gorter 78' Hooi Meißner | BASISOPSTELLING: Padt - Te Wierik, Memišević, Van Nieff, Warmerdam - Reis, Bacuna, Doan - Idrissi, Van Weert, Drost RESERVEBANK: Begois, El Ouazzane, Kane, Reijnen, Hrustic, Antuna, Veldwijk WISSELS: 69' Veldwijk Van Weert 70' Antuna Doan 90' Reijnen Reis |

Afwezig: Ebuehi, Immers (schorsing), Asmelash, Beugelsdijk, Kishna, N. Kuipers (blessure)

Opmerkelijk: Tom Beugelsdijk viel op de donderdagtraining voor deze wedstrijd uit met een blessure en was daardoor enige tijd uitgeschakeld. Melvyn Lorenzen viel tijdens dit duel uit met een hamstringblessure.
| Eredivisie 15e speelronde | FC Twente                                        | 2 - 3 (2 - 2)                 | ADO Den Haag                                                                                         | Selectie ADO Den Haag: (T: Alfons Groenendijk) | Selectie FC Twente: (T: Gertjan Verbeek) |
| za. 9 december 2017 Aanvangstijd: 20:45 uur Plaats: Enschede Grolsch Veste Toeschouwers: 23.600 Scheidsrechter: Allard Lindhout Wedstrijdverslagen: Verslag ADO Verslag FCUpdate | Holla (Boere) 12' Holla 36' Cuevas 79' Boere 88' | 1 - 0 1 - 1 1 - 2 2 - 2 2 - 3 | 17' El Khayati (Hooi) 21' Johnsen (El Khayati) 68' Immers 84' Becker 90' El Khayati 90+1' El Khayati | BASISOPSTELLING: Zwinkels - Ebuehi, Meißner, Kanon, Meijers - Immers, El Khayati, Bakker - Becker, Johnsen, Hooi RESERVEBANK: Coremans, Groothuizen, David, Goppel, Pinas, B. Kuipers, Gorter, Falkenburg, Van Kins, Duplan WISSELS: 70' Gorter Kanon 87' Falkenburg Johnsen 90+2' Goppel Hooi | BASISOPSTELLING: Marsman - Ter Avest, Bijen, Lam, Hooiveld, Cuevas - Holla , F. Jensen, Liendl - Assaidi, Boere RESERVEBANK: Drommel, Van der Lely, R. Jensen, Trajkovski, Kvasina, Laukart, Slagveer WISSELS: 85' Slagveer Assaidi |

Afwezig: Asmelash, Beugelsdijk, Kishna, N. Kuipers, Lorenzen (blessure)

Opmerkelijk: Wilfried Kanon viel uit met een scheenbeenblessure. De Ivoriaan moest vier weken in het gips en was tot de winterstop uitgeschakeld. ADO won de laatste acht competitiewedstrijden waarin Abdenasser El Khayati scoorde.
| Eredivisie 16e speelronde | ADO Den Haag                                                                        | 3 - 2 (1 - 2)                 | Roda JC Kerkrade                                                                        | Selectie ADO Den Haag: (T: Alfons Groenendijk) | Selectie Roda JC Kerkrade: (T: Robert Molenaar) |
| wo. 13 december 2017 Aanvangstijd: 20:45 uur Plaats: Den Haag Cars Jeans Stadion Toeschouwers: 9.151 Scheidsrechter: Reinold Wiedemeijer Wedstrijdverslagen: Verslag ADO Verslag FCUpdate MOTM in het stadion: Lex Immers | Immers (Becker) 14' Beugelsdijk 52' Immers (Falkenburg) 68' Falkenburg (Becker) 73' | 0 - 1 1 - 1 1 - 2 2 - 2 3 - 2 | 6' Schahin (Engels) 30' Dijkhuizen 38' Gustafson (penalty) 86' Schahin 90+2' Dijkhuizen | BASISOPSTELLING: Zwinkels - Ebuehi, Meißner, Bakker, Meijers - Immers, El Khayati, Gorter - Becker, Johnsen, Hooi RESERVEBANK: Coremans, Groothuizen, David, Goppel, Beugelsdijk, Pinas, B. Kuipers, Asmelash, Falkenburg, Van Kins, Duplan, Ladan WISSELS: 46' Beugelsdijk Gorter 63' Falkenburg Hooi 90' Duplan Becker | BASISOPSTELLING: Jurjus - Dijkhuizen, Werker, Ananou, Vansteenkiste - El Makrini , Ndenge - Rosheuvel, Gustafson, Engels - Schahin RESERVEBANK: Kurto, Derksen, Van Peppen, Gnjatić, Rutjes, Milts, Van Velzen, Vancamp WISSELS: 77' Gnjatić Werker 77' Vancamp El Makrini 88' Milts Ndenge |

Afwezig: Kanon, Kishna, N. Kuipers, Lorenzen (blessure)

Opmerkelijk: Doelman Robert Zwinkels keepte zijn 100ste Eredivisie-wedstrijd voor ADO.
| Eredivisie 17e speelronde | PSV                                                              | 3 - 0 (3 - 0) | ADO Den Haag                                                   | Selectie ADO Den Haag: (T: Alfons Groenendijk) | Selectie PSV: (T: Phillip Cocu) |
| za. 16 december 2017 Aanvangstijd: 19:45 uur Plaats: Eindhoven Philips Stadion Toeschouwers: 32.700 Scheidsrechter: Björn Kuipers Wedstrijdverslagen: Verslag ADO Verslag FCUpdate | De Jong (Arias) 5' De Jong 7' Van Ginkel (penalty) 35' Arias 74' | 1 - 0 2 - 0   | 12' Meißner 32' Becker 34' N. Kuipers 42' Zwinkels 80' Meißner | BASISOPSTELLING: Zwinkels - Ebuehi, N. Kuipers, Meißner, Meijers - Immers, El Khayati, Bakker - Becker, Johnsen, Hooi RESERVEBANK: Coremans, Groothuizen, David, Goppel, Beugelsdijk, Pinas, B. Kuipers, Gorter, Falkenburg, Van Kins, Duplan WISSELS: 43' Coremans Zwinkels 64' Falkenburg Hooi 82' Pinas Johnsen | BASISOPSTELLING: Zoet - Arias, Isimat-Mirin, Schwaab, Brenet - Van Ginkel , Hendrix, Ramselaar - Bergwijn, De Jong, Lozano RESERVEBANK: Room, Van Osch, Luckassen, Obispo, Paal, Maher, Rosario, Mauro Júnior, Pereiro, Gudmundsson, Lammers WISSELS: 76' Pereiro Ramselaar 76' Lammers De Jong 81' Mauro Júnior Lozano |

Afwezig: Kanon, Kishna, Lorenzen (blessure)

Opmerkelijk: Tom Beugelsdijk bleek tijdens de warming-up af te moeten haken wegens terugkerende knieklachten. Hierdoor stond Nick Kuipers in de basis, dat terwijl hij een paar dagen voor deze wedstrijd pas terugkeerde van een langslepende liesblessure. Nick Kuipers, geen familie van mede-verdediger Bas Kuipers, maakte hierdoor zijn ADO-debuut. Het was geen gelukkige wedstrijd voor hem; bij alle drie de tegendoelpunten was hij betrokken. Doelman Robert Zwinkels viel uit met een armblessure en kreeg daarna opmerkelijk een gele kaart van scheidsrechter Björn Kuipers wegens aanmerkingen op de leiding. Tim Coremans viel voor hem in en maakte daarbij zijn ADO-debuut, net als verdediger Shaquille Pinas in de tweede helft. ADO kwam voor de achtste wedstrijd op rij op achterstand, ditmaal kwam het deze niet te boven.
| Eredivisie 18e speelronde | ADO Den Haag                                                                                      | 4 - 0 (2 - 0)           | PEC Zwolle                           | Selectie ADO Den Haag: (T: Alfons Groenendijk) | Selectie PEC Zwolle: (T: John van 't Schip) |
| vr. 22 december 2017 Aanvangstijd: 20:00 uur Plaats: Den Haag Cars Jeans Stadion Toeschouwers: 11.107 Scheidsrechter: Kevin Blom Wedstrijdverslagen: Verslag ADO Verslag FCUpdate MOTM in het stadion: Sheraldo Becker | Falkenburg (El Khayati) 23' Johnsen (El Khayati) 44' Falkenburg (Becker) 52' Johnsen (Ebuehi) 62' | 1 - 0 2 - 0 3 - 0 4 - 0 | 15' Van Polen 45' Dekker 82' Nijland | BASISOPSTELLING: Zwinkels - Ebuehi, Beugelsdijk, D. Bakker, Meijers - Immers, El Khayati, Gorter - Becker, Johnsen, Falkenburg RESERVEBANK: Coremans, Groothuizen, David, Goppel, N. Kuipers, Pinas, B. Kuipers, Asmelash, Van Kins, Ladan, Hooi, Duplan WISSELS: 83' Duplan Falkenburg 86' B. Kuipers Gorter 88' Van Kins El Khayati | BASISOPSTELLING: Boer - Ehizibue, Van Looy, Van Polen , Bruintjes - Dekker, E. Bakker, Marinus - Namli, Israelsson, Ondaan RESERVEBANK: Van der Hart, Hauptmeijer, Woudstra, Van Wijnen, Saymak, Benschop, Nijland, Parzyszek WISSELS: 46' Nijland Israelsson 73' Woudstra Bruintjes 73' Benschop Marinus 79' Woudstra |

Afwezig: Meißner (schorsing), Kanon, Kishna, Lorenzen (blessure)

Opmerkelijk: Mats van Kins maakte zijn ADO-debuut. Deze overwinning was op de valreep de grootste Haagse zege van 2017. ADO ging met 26 punten uit 18 wedstrijden als de nummer 7 van de Eredivisie de winterstop in. Vorig seizoen bereikte de Haagse ploeg dit aantal punten pas na speelronde 29.

### Januari
| Oefenwedstrijd | ADO Den Haag                        | 2 - 2 (2 - 0)           | Beşiktaş JK                      | Selectie ADO Den Haag: (T: Alfons Groenendijk) | Selectie Beşiktaş JK: (T: Şenol Güneş) |
| di. 9 januari 2017 Aanvangstijd: 16:00 uur (*lokale tijd) Plaats: Belek Gloria Sports Arena Toeschouwers: 1.000 Scheidsrechter: ? Wedstrijdverslagen: Verslag ADO Verslag ADOFans | Johnsen 4' Johnsen (El Khayati) 30' | 1 - 0 2 - 0 2 - 1 2 - 2 | 60' Erkin 72' Hutchinson (Erkin) | BASISOPSTELLING: Groothuizen - Ebuehi, Beugelsdijk, Pinas, Meijers - Immers, El Khayati, Bakker - Becker, Johnsen, Falkenburg WISSELS: 73' Gorter Pinas 73' Duplan Falkenburg 80' Goppel Becker | OPSTELLING 1e HELFT: Zengin - Gönül, Mitrović, Vida, Erkin - Uysal, Medel, Özyakup - Çınar, Negredo, Lens OPSTELLING 2e HELFT: Zengin - Vida, Medel, Pepe, Erkin - Hutchinson, Özyakup, Arslan - Quaresma, Negredo, Babel WISSELS: 60' Talisca Özyakup 64' Pektemek Negredo |

Afwezig: Kanon, Kishna, Lorenzen (blessure), Coremans, David, Hooi, B. Kuipers, N. Kuipers, Ladan, Meißner, Zwinkels (rust)

Opmerkelijk: ADO speelde knap gelijk tegen Champions League-deelnemer Beşiktaş.
| Oefenwedstrijd | Istanbul Başakşehir                                                                | 4 - 0 (2 - 0)           | ADO Den Haag | Selectie ADO Den Haag: (T: Alfons Groenendijk) | Selectie Istanbul Başakşehir: (T: Abdullah Avcı) |
| vr. 12 januari 2017 Aanvangstijd: 16:00 uur (*lokale tijd) Plaats: Belek Maxx Royal-complex Toeschouwers: ±40 Scheidsrechter: ? Wedstrijdverslagen: Verslag ADO Verslag ADOFans | Adebayor (penalty) 14' Kahveci (vrije trap) 26' Özmert 55' Napoleoni (penalty) 75' | 1 - 0 2 - 0 3 - 0 4 - 0 |              | BASISOPSTELLING: Zwinkels - David, Meißner, N. Kuipers, B. Kuipers - Immers, El Khayati, Gorter - Hooi, Johnsen, Duplan WISSELS: 46' Asmelash Immers 61' Goppel El Khayati 61' Ladan Johnsen | OPSTELLING 1e HELFT: Günok - Caiçara, Attamah, Epureanu, Clichy - Inler, Kahveci, Mossoró - Elia, Adebayor, Frei WISSEL: 33' Napoleoni Elia OPSTELLING 2e HELFT: Günok - Ucar, Da Costa, Chedjou, Korkmaz - Tekdemir, Özmert, Erdem - Napoleoni, Batdal, Erdinç WISSEL: 81' Keskin Napoleoni |

Afwezig: Kanon, Kishna, Lorenzen (blessure), Bakker, Becker, Beugelsdijk, Coremans, Ebuehi, Falkenburg, Groothuizen, Meijers (rust)
| Eredivisie 19e speelronde | ADO Den Haag         | 1 - 1 (1 - 0) | VVV-Venlo                                                         | Selectie ADO Den Haag: (T: Alfons Groenendijk) | Selectie VVV-Venlo: (T: Jay Driessen*) |
| za. 20 januari 2018 Aanvangstijd: 19:45 uur Plaats: Den Haag Cars Jeans Stadion Toeschouwers: 11.008 Scheidsrechter: Dennis Higler Wedstrijdverslagen: Verslag ADO Verslag FCUpdate MOTM in het stadion: Bjørn Johnsen | Johnsen (Bakker) 23' | 1 - 0 1 - 1   | 86' Opoku (Thy) 90+1' V. Van Crooij 90+2' Janssen 90+3' Seuntjens | BASISOPSTELLING: Zwinkels - Ebuehi, Beugelsdijk, Pinas, Meijers - Immers, El Khayati, Bakker - Becker, Johnsen, Falkenburg RESERVEBANK: Coremans, Groothuizen, David, Goppel, Meißner, N. Kuipers, B. Kuipers, Gorter, Hooi, Duplan WISSELS: 54' Hooi Becker 80' Meißner Pinas | BASISOPSTELLING: Unnerstall - Rutten, Röseler, Promes , Janssen - Van Bruggen, Seuntjens, Leemans - V. Van Crooij, Thy, Hunte RESERVEBANK: D. Van Crooij, Verbong, Janse, Dekker, Labylle, Post, Castelen, Tissoudali, Opoku, Jakobsen WISSELS: 66' Dekker Rutten 67' Opoku Hunte 77' Castelen Promes |

Afwezig: Kanon, Kishna, Lorenzen (blessure)

Opmerkelijk: Sheraldo Becker speelde zijn 50ste officiële wedstrijd voor ADO. Verdediger Shaquille Pinas kreeg zijn eerste basisplaats. VVV-trainer, en oud ADO-coach, Maurice Steijn zat wegens een schorsing op de tribune.
| Eredivisie 20e speelronde | Feyenoord                                                                | 3 - 1 (0 - 0)           | ADO Den Haag           | Selectie ADO Den Haag: (T: Alfons Groenendijk) | Selectie Feyenoord: (T: Giovanni van Bronckhorst) |
| zo. 28 januari 2018 Aanvangstijd: 14:30 uur Plaats: Rotterdam De Kuip Toeschouwers: 47.500 Scheidsrechter: Bas Nijhuis Wedstrijdverslagen: Verslag ADO Verslag FCUpdate | Vilhena (Berghuis) 54' Berghuis (Toornstra) 68' Toornstra (Berghuis) 80' | 1 - 0 2 - 0 2 - 1 3 - 1 | 40' Meijers 71' Immers | BASISOPSTELLING: Zwinkels - Ebuehi, Beugelsdijk, Pinas, Meijers - Immers, El Khayati, Bakker - Becker, Johnsen, Falkenburg RESERVEBANK: Coremans, Groothuizen, David, Goppel, Meißner, N. Kuipers, B. Kuipers, Asmelash, Gorter, Hooi, Duplan, Ladan WISSELS: 59' Hooi Falkenburg 86' Ladan Johnsen 86' Goppel Becker | BASISOPSTELLING: Jones - Nieuwkoop, Van Beek, Tapia, Malacia - Vilhena, El Ahmadi , Toornstra - Berghuis, Jørgensen, Larsson RESERVEBANK: Bijlow, Ten Hove, Diks, Botteghin, Van der Heijden, Haps, Amrabat, Başacıkoğlu, Boëtius, Van Persie, Vente WISSELS: 46' Diks Nieuwkoop 83' Van Persie Jørgensen |

Afwezig: Kanon, Kishna, Lorenzen (blessure)

### Februari
| Eredivisie 21e speelronde | Heracles Almelo                       | 1 - 1 (0 - 1) | ADO Den Haag                          | Selectie ADO Den Haag: (T: Alfons Groenendijk) | Selectie Heracles Almelo: (T: John Stegeman) |
| za. 3 februari 2018 Aanvangstijd: 20:45 uur Plaats: Almelo Polman Stadion Toeschouwers: 10.127 Scheidsrechter: Allard Lindhout Wedstrijdverslagen: Verslag ADO Verslag FCUpdate | Niemeijer 42' Niemeijer (Vermeij) 54' | 0 - 1 1 - 1   | 21' Johnsen 74' Immers 77' B. Kuipers | BASISOPSTELLING: Zwinkels - Ebuehi, Beugelsdijk, Pinas, B. Kuipers - Immers , El Khayati, Bakker - Becker, Johnsen, Hooi RESERVEBANK: Coremans, Groothuizen, David, Goppel, N. Kuipers, Asmelash, Gorter, Falkenburg, Duplan, Ladan WISSELS: 58' Falkenburg Hooi 78' Gorter El Khayati 87' N. Kuipers Pinas | BASISOPSTELLING: Castro - Breukers, Pröpper, Wuytens, Hardeveld - Niemeijer, Jakubiak, Monteiro - Kuwas, Vermeij, Peterson RESERVEBANK: Zeinstra, Brouwer, Van den Buijs, Baas, Van Ooijen, Osman, Navrátil, Erkilinc, Gladon WISSELS: 46' Van den Buijs Wuytens 78' Navrátil Peterson |

Afwezig: Meijers (schorsing), Kanon, Kishna, Lorenzen (blessure)

Opmerkelijk: Voor het eerst sinds het seizoen 2012/13 bleef ADO ongeslagen in de twee competitiewedstrijden tegen Heracles.
| Eredivisie 22e speelronde | ADO Den Haag                                       | 1 - 0 (0 - 0) | Vitesse   | Selectie ADO Den Haag: (T: Alfons Groenendijk) | Selectie Vitesse: (T: Henk Fraser) |
| do. 8 februari 2018 Aanvangstijd: 18:30 uur Plaats: Den Haag Cars Jeans Stadion Toeschouwers: 12.303 Scheidsrechter: Martin van den Kerkhof Wedstrijdverslagen: Verslag ADO Verslag FCUpdate MOTM in het stadion: Sheraldo Becker | Becker (El Khayati) 53' Johnsen 59' El Khayati 89' | 1 - 0         | 87' Mount | BASISOPSTELLING: Zwinkels - Ebuehi, Beugelsdijk, Kanon, Meijers - Immers, El Khayati, Bakker - Becker, Johnsen, Falkenburg RESERVEBANK: Coremans, David, Goppel, N. Kuipers, Pinas, B. Kuipers, Gorter, Hooi, Duplan, Ladan WISSELS: 82' Gorter Falkenburg 90+2' N. Kuipers El Khayati 90+5' Goppel Becker | BASISOPSTELLING: Pasveer - Dabo, Kasjia , Miazga, Faye - Serero, Mount, Bruns - Beerens, Castaignos, Linssen RESERVEBANK: Tørnes, Houwen, Karavajev, Lelieveld, Van der Werff, Oude Kotte, Foor, Ali, Van Bergen, Buitink WISSELS: 62' Van Bergen Beerens 76' Foor Kashia |

Afwezig: Kishna, Lorenzen (blessure)
| Eredivisie 23e speelronde | FC Groningen           | 0 - 0 (0 - 0) | ADO Den Haag               | Selectie ADO Den Haag: (T: Dirk Heesen*) | Selectie FC Groningen: (T: Ernest Faber) |
| zo. 11 februari 2018 Aanvangstijd: 16:45 uur Plaats: Groningen NoordLease Stadion Toeschouwers: 16.723 Scheidsrechter: Jeroen Manschot Wedstrijdverslagen: Verslag ADO Verslag FCUpdate | Bacuna 49' Zeefuik 52' |               | 12' Beugelsdijk 35' Bakker | BASISOPSTELLING: Zwinkels - Ebuehi, Beugelsdijk, Kanon, Meijers - Immers, El Khayati, Bakker - Goppel, Johnsen, Becker RESERVEBANK: Coremans, Groothuizen, David, N. Kuipers, Pinas, B. Kuipers, Gorter, Hooi, Duplan, Ladan WISSELS: 40' Pinas Kanon 59' Hooi Goppel | BASISOPSTELLING: Padt - Zeefuik, Te Wierik, Memišević, Warmerdam - Doan, Van de Looi, Van Nieff, Drost - Mahi, Van Weert RESERVEBANK: Begois, Hoekstra, Larsen, Bacuna, Hrustic, Antuna, Absalem, Veldwijk WISSELS: 46' Bacuna Van Nieff 74' Larsen Zeefuik 84' Hrustic Doan |

Afwezig: Falkenburg (ziek), Kishna, Lorenzen (blessure)

Opmerkelijk: Trainer Alfons Groenendijk was ziek, assistent-trainer Dirk Heesen nam de honneurs waar. ADO hield twee wedstrijden op rij de nul. Thijmen Goppel maakte zijn basisdebuut.
| Eredivisie 24e speelronde | ADO Den Haag                                        | 2 - 1 (0 - 1)     | Willem II                                              | Selectie ADO Den Haag: (T: Alfons Groenendijk) | Selectie Willem II: (T: Erwin van de Looi) |
| za. 17 februari 2018 Aanvangstijd: 20:45 uur Plaats: Den Haag Cars Jeans Stadion Toeschouwers: 9.966 Scheidsrechter: Joey Kooij Wedstrijdverslagen: Verslag ADO Verslag FCUpdate MOTM in het stadion: Abdenasser El Khayati | Johnsen (El Khayati) 69' El Khayati (penalty) 90+2' | 0 - 1 1 - 1 2 - 1 | 30' Chirivella 36' Lewis 40' Sol (Meißner) 76' Lachman | BASISOPSTELLING: Zwinkels - Ebuehi, Beugelsdijk, Kanon, Meijers - Immers, El Khayati, Bakker - Becker, Johnsen, Falkenburg RESERVEBANK: Coremans, Groothuizen, David, Goppel, N. Kuipers, Pinas, B. Kuipers, Gorter, Hooi, Duplan, Ladan WISSELS: 62' Duplan Falkenburg | BASISOPSTELLING: Branderhorst - Lewis, Lachman, Meißner, Tsimikas - Croux, Enoh, Chirivella, El Hankouri - Ogbeche , Sol RESERVEBANK: Wellenreuther, Van der Lei, Dankerlui, Van der Linden, Wijnaldum, Rienstra, Lieftink, Haye, Kristinsson WISSELS: 46' Lieftink Enoh 81' Van der Linden Meißner 88' Haye Croux |

Afwezig: Kishna, Lorenzen (blessure)

Opmerkelijk: ADO-huurling Thomas Meißner gaf de assist bij de 0-1. Spits Bjørn Johnsen maakte zijn tiende doelpunt van het seizoen, in zijn 25ste officiële wedstrijd voor ADO (24 competitie-, 1 bekerwedstrijd). ADO maakte voor de achtste keer een doelpunt in het 'Haags Kwartiertje'; geen ander kwartier leverde tot nu toe meer doelpunten op. De woensdag na deze wedstrijd liep Sheraldo Becker een bovenbeenblessure op. Verdediger Shaquille Pinas werd verbannen naar het tweede elftal, omdat hij zijn aflopende contract niet wilde verlengen.
| Eredivisie 25e speelronde | Ajax                                | 0 - 0 (0 - 0) | ADO Den Haag                          | Selectie ADO Den Haag: (T: Alfons Groenendijk) | Selectie Ajax: (T: Erik ten Hag) |
| zo. 25 februari 2018 Aanvangstijd: 12:30 uur Plaats: Amsterdam Amsterdam ArenA Toeschouwers: 52.822 Scheidsrechter: Pol van Boekel Wedstrijdverslagen: Verslag ADO Verslag FCUpdate | Tagliafico 37' Onana 38' Eiting 82' |               | 38' David 57' Beugelsdijk 87' Johnsen | BASISOPSTELLING: Zwinkels - Ebuehi, Beugelsdijk, Kanon, Meijers - Immers, El Khayati, D. Bakker - David, Johnsen, Falkenburg RESERVEBANK: Coremans, Groothuizen, Goppel, N. Kuipers, B. Kuipers, Asmelash, Gorter, Hooi, Duplan, Ladan WISSELS: 46' Hooi David 77' Duplan Falkenburg 89' Gorter El Khayati | BASISOPSTELLING: Onana - Veltman , De Ligt, F. de Jong, Tagliafico - Van de Beek, Eiting, Ziyech - Neres, S. de Jong, Kluivert RESERVEBANK: Lamprou, Mazraoui, Wöber, M. Bakker, De Wit, Kristensen, Younes, Cassierra WISSELS: 76' Cassierra S. de Jong 85' De Wit Eiting 85' Younes Kluivert |

Afwezig: Becker, Kishna, Lorenzen (blessure)

Opmerkelijk: Voor het eerst sinds het seizoen 2012/13 wist ADO een punt te pakken in Amsterdam en ook tweemaal in een seizoen ongeslagen te blijven tegen Ajax. Danny Bakker speelde zijn 125ste officiële wedstrijd voor ADO; Donny Gorter speelde zijn 25ste officiële wedstrijd voor de Haagse ploeg.

### Maart
| Eredivisie 26e speelronde | Sparta Rotterdam                | 2 - 1 (0 - 1)     | ADO Den Haag               | Selectie ADO Den Haag: (T: Alfons Groenendijk) | Selectie Sparta Rotterdam: (T: Dick Advocaat) |
| zo. 4 maart 2018 Aanvangstijd: 14:30 uur Plaats: Rotterdam Het Kasteel Toeschouwers: 10.482 Scheidsrechter: Reinold Wiedemeijer Wedstrijdverslagen: Verslag ADO Verslag FCUpdate | Kramer (Verhaar) 62' Mühren 83' | 0 - 1 1 - 1 2 - 1 | 6' Falkenburg (El Khayati) | BASISOPSTELLING: Zwinkels - Ebuehi, N. Kuipers, Kanon, Meijers - Immers, El Khayati, Bakker - Hooi, Johnsen, Falkenburg RESERVEBANK: Coremans, Groothuizen, Goppel, B. Kuipers, Asmelash, Gorter, Duplan, Lorenzen, Ladan WISSELS: 54' Duplan Falkenburg 71' Goppel Hooi 85' Ladan Bakker | BASISOPSTELLING: Huth - Holst, Chabot, Fischer, Nelom - Sanusi , Van Moorsel, Dougall - Dos Santos, Kramer, Ahannach RESERVEBANK: Nienhuis, Breuer, Vriends, Alhaft, Duarte, Harroui, Ache, Goodwin, Verhaar, Mühren, Proschwitz WISSELS: 46' Mühren Dos Santos 46' Verhaar Dougall 76' Duarte Van Moorsel |

Afwezig: Beugelsdijk (schorsing), Becker, David, Kishna (blessure)

Opmerkelijk: Robert Zwinkels speelde zijn 125ste competitiewedstrijd voor ADO. Na vier minuten spelen werd een doelpunt van verdediger Nick Kuipers afgekeurd. Scheidsrechter Reinold Wiedemeijer vond dat de Sparta-doelman de bal al klemvast had, terwijl later met videobeelden bleek dat dit niet juist was.
| Eredivisie 27e speelronde | ADO Den Haag                                                 | 0 - 2 (0 - 2) | NAC Breda                                            | Selectie ADO Den Haag: (T: Alfons Groenendijk) | Selectie NAC Breda: (T: Rob Penders*) |
| za. 10 maart 2018 Aanvangstijd: 18:30 uur Plaats: Den Haag Cars Jeans Stadion Toeschouwers: 13.620 Scheidsrechter: Danny Makkelie Wedstrijdverslagen: Verslag ADO Verslag FCUpdate MOTM in het stadion: Robert Zwinkels | Beugelsdijk 32' Kanon 36' Zwinkels 37' Gorter 48' Bakker 83' | 0 - 1 0 - 2   | 18' El Allouchi 39' Ambrose (penalty) 69' Pablo Marí | BASISOPSTELLING: Zwinkels - Ebuehi, Beugelsdijk, Kanon, A. Meijers - Immers, El Khayati, Bakker - Hooi, Johnsen, Falkenburg RESERVEBANK: Coremans, Groothuizen, Goppel, N. Kuipers, B. Kuipers, Asmelash, Gorter, Duplan, Lorenzen, Boussakou, Ladan WISSELS: 39' N. Kuipers Beugelsdijk 46' Gorter Falkenburg 67' Goppel Ebuehi | BASISOPSTELLING: Bertrams - Sporkslede, Mets, Pablo Marí , Angeliño - Verschueren, Manu García - Ambrose, Agyepong, El Allouchi - Sadiq RESERVEBANK: Birighitti, Niemczycki, Horsfield, Koch, B. Meijers, Nijholt, Brusselers, Vloet, Korte, WISSELS: 71' Korte Ambrose 77' Vloet Agyepong 82' Nijholt El Allouchi |

Afwezig: Becker, David, Kishna (blessure), Goossens (niet speelgerechtigd)

Opmerkelijk: Scheidsrechter Danny Makkelie was het middelpunt der kritiek. Bij het eerste doelpunt werd onterecht een corner voor NAC gegeven in plaats van een Haagse doeltrap. Voorafgaand aan de 0-2 maakte Sadiq Umar een overtreding op Wilfried Kanon, die daarna de NAC-spits omver liep. De eerste overtreding bleef onbestraft, NAC kreeg een strafschop en Kanon de rode kaart. Makkelie legde na rust de wedstrijd korte tijd stil wegens spreekkoren. Frappant aangezien eerder in de wedstrijd NAC-fans in het uitvak zich op dezelfde wijze negatief uitlieten over oud-NAC-speler Erik Falkenburg. Voor de tweede keer dit seizoen gaf scheidsrechter Makkelie een rode kaart aan Kanon (eerder: AZ-ADO, speelronde 2); beide kaarten waren zeer discutabel. Pech voor ADO, dat de tweede helft met een man minder de betere ploeg was; Nick Kuipers en Abdenasser El Khayati raakten in de slotfase beiden de paal. NAC-trainer, en tevens oud-ADO-speler, Stijn Vreven was geschorst voor deze wedstrijd. Verdedigers Tom Beugelsdijk en Tyronne Ebuehi vielen uit met een beenblessure.
| Eredivisie 28e speelronde | SBV Excelsior                             | 1 - 2 (1 - 0)     | ADO Den Haag                                    | Selectie ADO Den Haag: (T: Alfons Groenendijk) | Selectie SBV Excelsior: (T: Mitchell van der Gaag) |
| vr. 16 maart 2018 Aanvangstijd: 20:00 uur Plaats: Rotterdam Van Donge & De Roo Stadion Toeschouwers: 4.400 Scheidsrechter: Siemen Mulder Wedstrijdverslagen: Verslag ADO Verslag FCUpdate | Massop (Bruins) 26' Messaoud 40' Faes 60' | 1 - 0 1 - 1 1 - 2 | 52' Johnsen 73' N. Kuipers 79' Johnsen (Immers) | BASISOPSTELLING: Zwinkels - Asmelash, N. Kuipers, Bakker, Meijers - Immers, El Khayati, Gorter - Goppel, Johnsen, Falkenburg RESERVEBANK: Coremans, Groothuizen, Ebuehi, Smith, B. Kuipers, Hooi, Duplan, Lorenzen, Ladan WISSELS: 76' Hooi Asmelash 85' B. Kuipers El Khayati 90+3' Lorenzen Falkenburg | BASISOPSTELLING: Zwarthoed - Karami, Mattheij, Faes, Massop - Faik, Messaoud, Koolwijk - Levi Garcia, Hadouir, Bruins RESERVEBANK: Kristinsson, Havekotte, Fortes, O'Neill, Vermeulen, Haspolat, Afaker WISSELS: 65' Vermeulen Hadouir 83' Fortes Messaoud |

Afwezig: Kanon (schorsing), Becker, Beugelsdijk, David, Kishna (blessure), Goossens (niet speelgerechtigd)

Opmerkelijk: Excelsior-spits Van Duinen speelde niet mee tijdens deze wedstrijd. De ex-ADO-spits pakte expres in de voorgaande wedstrijd zijn vijfde gele kaart van het seizoen. Een aantal weken hiervoor zat Van Duinen in het uitvak bij de wedstrijd Sparta-ADO. Hennos Asmelash maakte zijn basisdebuut.
| Benefietwedstrijd | Feyenoord                                                                     | 4 - 0 (3 - 0)           | ADO Den Haag | Selectie ADO Den Haag: (T: Alfons Groenendijk) | Selectie Feyenoord: (T: Giovanni van Bronckhorst) |
| wo. 21 maart 2018 Aanvangstijd: 18:00 uur Plaats: Rotterdam De Kuip Toeschouwers: ? Scheidsrechter: Reinold Wiedemeijer Wedstrijdverslagen: Verslag ADO Verslag Omroep West | Toornstra 20' Başacıkoğlu (Diks) 21' Larsson (Hansson) 32' Vente (Zwarts) 64' | 1 - 0 2 - 0 3 - 0 4 - 0 |              | BASISOPSTELLING: Groothuizen - Asmelash, N. Kuipers, Bakker, B. Kuipers - Immers , Goossens, Gorter - Lorenzen, Falkenburg, El Khayati RESERVEBANK: Coremans, Goppel, Smith, Meijers, Van Huffel, Timmermans, Polley, Reyneveld WISSELS: 46' Smith Gorter 46' Timmermans Immers 46' Van Huffel Goossens 46' Polley El Khayati 46' Reijneveld Falkenburg | BASISOPSTELLING: Ten Hove - Diks, Botteghin , Van Beek, Malacia - Wehrmann, Toornstra, Hansson - Başacıkoğlu, Vente, Larsson RESERVEBANK: Van Leeuwen, Evora, Reith, Lewis, Haps, Boëtius, Van der Kust, Zwarts WISSELS: 46' Zwarts Larsson 62' Reith Diks 62' Lewis Van Beek 71' Van der Kust Hansson |
| |                                                                               |                         |              | | |

Afwezig: Ebuehi, Hooi, Johnsen, Kanon, Ladan (interlands), Becker, Beugelsdijk, David, Duplan, Kishna, Zwinkels (blessure/rust)

Opmerkelijk: Deze oefenwedstrijd werd gespeeld in het kader van onderzoek naar alvleesklierkanker. Feyenoordclubarts Casper van Eijck was de initiatiefnemer van dit duel.
| Eredivisie 29e speelronde | ADO Den Haag | 0 - 3 (0 - 3)     | AZ | Selectie ADO Den Haag: (T: Alfons Groenendijk) | Selectie AZ: (T: John van den Brom) |
| za. 31 maart 2018 Aanvangstijd: 20:45 uur Plaats: Den Haag Cars Jeans Stadion Toeschouwers: 13.115 Scheidsrechter: Björn Kuipers Wedstrijdverslagen: Verslag ADO Verslag FCUpdate MOTM in het stadion: Thijmen Goppel | Immers 41'   | 0 - 1 0 - 2 0 - 3 | 18' Weghorst (Jahanbakhsh) 30' Idrissi (Weghorst) 43' Jahanbakhsh (Koopmeiners) 77' Svensson 84' Van Overeem | BASISOPSTELLING: Zwinkels - Ebuehi, N. Kuipers, Kanon, Meijers - Immers, El Khayati, Bakker - Goppel, Johnsen, Falkenburg RESERVEBANK: Coremans, Groothuizen, David, B. Kuipers, Gorter, Hooi, Duplan, Lorenzen WISSELS: 50' Hooi Ebuehi 67' Lorenzen Falkenburg | BASISOPSTELLING: Bizot - Svensson, Vlaar , Hatzidiakos, Wijndal - Til, Midtsjø, Koopmeiners - Jahanbakhsh, Weghorst, Idrissi RESERVEBANK: Coutinho, Van Rhijn, Wuytens, Hoedemakers, Van Overeem, Bel Hassani, Seuntjens WISSELS: 65' Van Overeem Jahanbakhsh 76' Seuntjens Midtsjø 88' Bel Hassani Idrissi |

Afwezig: Becker, Beugelsdijk, Kishna (blessure), Goossens (niet speelgerechtigd)

Opmerkelijk: Danny Bakker speelde zijn 125ste Eredivisieduel, Erik Falkenburg zijn 25ste officiële wedstrijd voor ADO.

### April
| Eredivisie 30e speelronde | FC Utrecht                                                                         | 3 - 3 (1 - 0)                       | ADO Den Haag                                                                                        | Selectie ADO Den Haag: (T: Alfons Groenendijk) | Selectie FC Utrecht: (T: Jean-Paul de Jong) |
| zo. 8 april 2018 Aanvangstijd: 12:30 uur Plaats: Utrecht De Galgenwaard Toeschouwers: 20.145 Scheidsrechter: Dennis Higler Wedstrijdverslagen: Verslag ADO Verslag FCUpdate | Kerk 38' Van de Streek (Strieder) 41' Kerk (Troupée) 73' Labyad (vrije trap) 90+4' | 1 - 0 1 - 1 1 - 2 2 - 2 2 - 3 3 - 3 | 54' Johnsen (Meijers) 69' Beugelsdijk (El Khayati) 90+1' Hooi (El Khayati) 90+3' Hooi 90+3' Meijers | BASISOPSTELLING: Groothuizen - David, Beugelsdijk, Kanon, Meijers - Immers, El Khayati, Bakker - Goppel, Johnsen, Becker RESERVEBANK: Coremans, Van der Sar, N. Kuipers, B. Kuipers, Gorter, Hooi, Duplan, Lorenzen, Falkenburg WISSELS: 25' Hooi Becker 60' Lorenzen Goppel 88' Falkenburg Johnsen | BASISOPSTELLING: Jensen - Klaiber, Leeuwin, Janssen , Van der Maarel - Klich, Strieder, Van de Streek, Emanuelson - Kerk, Labyad RESERVEBANK: Marsman, Troupée, Đumić, Van der Meer, Velanas, Kali, Dessers, Görtler WISSELS: 65' Dessers Klich 70' Troupée Klaiber 79' Görtler Emanuelson |

Afwezig: Ebuehi, Kishna, Zwinkels (blessure), Goossens (niet speelgerechtigd)

Opmerkelijk: Doelman Robert Zwinkels had last van een liesblessure. Zijn vervanger, Indy Groothuizen, maakte zijn Eredivisie-debuut.
| Eredivisie 31e speelronde | ADO Den Haag                                           | 2 - 1 (1 - 1)     | FC Twente                        | Selectie ADO Den Haag: (T: Alfons Groenendijk) | Selectie FC Twente: (T: Marino Pusic) |
| za. 14 april 2018 Aanvangstijd: 18:30 uur Plaats: Den Haag Cars Jeans Stadion Toeschouwers: 13.876 Scheidsrechter: Serdar Gözübüyük Wedstrijdverslagen: Verslag ADO Verslag FCUpdate MOTM in het stadion: Bjørn Johnsen | Meijers 40' Johnsen (Immers) 45+2' Johnsen (Kanon) 75' | 0 - 1 1 - 1 2 - 1 | 13' F. Jensen (Maher) 68' Cuevas | BASISOPSTELLING: Groothuizen - Ebuehi, Beugelsdijk, Kanon, Meijers - Immers, El Khayati, Bakker - Goppel, Johnsen, Hooi RESERVEBANK: Coremans, Van der Sar, David, N. Kuipers, B. Kuipers, Asmelash, Gorter, Duplan, Lorenzen, Falkenburg, Ladan WISSELS: 65' Falkenburg Goppel 71' David Ebuehi 89' Gorter El Khayati | BASISOPSTELLING: Drommel - Van der Lely, Bijen, Thesker , Cuevas - F. Jensen, Holla, Maher, Lam - Assaidi, Slagveer RESERVEBANK: Brondeel, Hengelman, Hooiveld, R. Jensen, Maria, Liendl, Van der Heyden, Tighadouini, El Hamdaoui WISSELS: 66' Tighadouini Assaidi 73' R. Jensen Cuevas 82' Hooiveld Van der Lely |

Afwezig: Becker, Kishna, Zwinkels (blessure), Goossens (niet speelgerechtigd)

Opmerkelijk: Voor het eerst sinds de promotie in 2008 scoorde een ADO-speler (Johnsen) tweemaal in één wedstrijd van buiten de 16.
| Eredivisie 32e speelronde | SC Heerenveen                        | 2 - 0 (0 - 0) | ADO Den Haag | Selectie ADO Den Haag: (T: Alfons Groenendijk) | Selectie SC Heerenveen: (T: Jurgen Streppel) |
| di. 17 april 2018 Aanvangstijd: 20:45 uur Plaats: Heerenveen Abe Lenstra Stadion Toeschouwers: 18.730 Scheidsrechter: Martin van den Kerkhof Wedstrijdverslagen: Verslag ADO Verslag FCUpdate | Rojas (Van Amersfoort) 53' Rojas 74' | 1 - 0 2 - 0   |              | BASISOPSTELLING: Groothuizen - David, Beugelsdijk, Kanon, Meijers - Immers, El Khayati, Bakker - Goppel, Johnsen, Hooi RESERVEBANK: Coremans, Van der Sar, N. Kuipers, B. Kuipers, Asmelash, Gorter, Duplan, Lorenzen, Falkenburg, Ladan WISSELS: 64' Lorenzen Goppel 65' Falkenburg Hooi 72' N. Kuipers David | BASISOPSTELLING: Hansen - Dumfries, Høegh, Bulthuis, Pierie - Kobayashi, Van Amersfoort, Thorsby - Rojas, Ghoochannejhad , Vlap RESERVEBANK: Van der Steen, Bekkema, Schmidt, Næss, Woudenberg, Bruijn, Mihajlović, Zeneli, Veerman WISSELS: 55' Zeneli Vlap 74' Veerman Ghoochannejhad 76' Schmidt Rojas |

Afwezig: Becker, Ebuehi, Kishna, Zwinkels (blessure), Goossens (niet speelgerechtigd)
| Eredivisie 33e speelronde | ADO Den Haag                                                              | 3 - 3 (2 - 1)                       | PSV                                                              | Selectie ADO Den Haag: (T: Alfons Groenendijk) | Selectie PSV: (T: Phillip Cocu) |
| zo. 29 april 2018 Aanvangstijd: 14:30 uur Plaats: Den Haag Cars Jeans Stadion Toeschouwers: 14.031 Scheidsrechter: Pol van Boekel Wedstrijdverslagen: Verslag ADO Verslag FCUpdate | Johnsen (Immers) 16' El Khayati (penalty) 27' Johnsen 72' Beugelsdijk 85' | 0 - 1 1 - 1 2 - 1 2 - 2 3 - 2 3 - 3 | 11' Lozano (Pereiro) 45' Arias 58' Pereiro (Schwaab) 85' Pereiro | BASISOPSTELLING: Groothuizen - Goppel, Beugelsdijk, Kanon, Meijers - Immers, El Khayati, Bakker - Becker, Johnsen, Falkenburg RESERVEBANK: Coremans, Van der Sar, N. Kuipers, B. Kuipers, Asmelash, Gorter, Hooi, Duplan, Lorenzen, Ladan WISSELS: 71' Lorenzen Falkenburg 76' Hooi Becker 83' Gorter El Khayati | BASISOPSTELLING: Room - Arias, Schwaab, Isimat-Mirin, Brenet - Hendrix , Pereiro, Rosario - Gudmundsson, Bergwijn, Lozano RESERVEBANK: Zoet, Koopmans, Luckassen, Obispo, Paal, Van Ginkel, Ramselaar, Rigo, Malen, Lammers WISSELS: 19' Malen Lozano 79' Ramselaar Rosario 79' Lammers Gudmundsson |

Afwezig: David, Ebuehi, Kishna, Zwinkels (blessure), Goossens (niet speelgerechtigd)

Opmerkelijk: Landskampioen PSV gaf verschillende spelers rust. Dit seizoen speelde ADO thuis zowel tegen Ajax (1-1), Feyenoord (2-2) als PSV gelijk. Deze wedstrijd werd het best bezocht van alle thuiswedstrijden dit seizoen.

### Mei
| Eredivisie 34e speelronde | Roda JC Kerkrade                             | 2 - 3 (0 - 3)                 | ADO Den Haag                                                        | Selectie ADO Den Haag: (T: Alfons Groenendijk) | Selectie Roda JC Kerkrade: (T: Robert Molenaar) |
| zo. 6 mei 2018 Aanvangstijd: 14:30 uur Plaats: Kerkrade Parkstad Limburg Stadion Toeschouwers: 13.794 Scheidsrechter: Jeroen Manschot Wedstrijdverslagen: Verslag ADO Verslag FCUpdate | Schahin (Ndenge) 56' Gustafson (penalty) 61' | 0 - 1 0 - 2 0 - 3 1 - 3 2 - 3 | 3' Johnsen 23' Immers (El Khayati) 34' Johnsen (Becker) 66' Meijers | BASISOPSTELLING: Groothuizen - Goppel, Beugelsdijk, Kanon, Meijers - Immers, El Khayati, Bakker - Becker, Johnsen, Falkenburg RESERVEBANK: Zwinkels, Coremans, N. Kuipers, B. Kuipers, Asmelash, Gorter, Hooi, Duplan, Lorenzen, Ladan WISSELS: 63' Hooi Becker 63' Lorenzen Johnsen 90+1' N. Kuipers Falkenburg | BASISOPSTELLING: Jurjus - Kum, Banggaard, Auassar , Vansteenkiste - Gnjatić, Gustafson, Ndenge - Rosheuvel, Schahin, Avdijaj RESERVEBANK: Kurto, Novakovic, Dijkhuizen, Werker, Van Peppen, Milts, Souren, Ngombo, Van Velzen, Vancamp, Engels WISSELS: 73' Dijkhuizen Gnjatić 81' Engels Vansteenkiste |

Afwezig: David, Ebuehi, Kishna (blessure), Goossens (niet speelgerechtigd)

Opmerkelijk: Door de nederlaag van zowel SC Heerenveen als PEC Zwolle steeg ADO naar plaats 7, goed genoeg voor een play-offplek. Spits Bjørn Johnsen eindigde op 19 treffers en werd tweede van de Eredivisie. Lex Immers scoorde de 10de goal uit een corner dit seizoen, alleen PSV scoorde vaker (15 keer). Sheraldo Becker had een passnauwkeurigheid van 94 procent op de helft van de tegenstander, het hoogste aantal van een ADO-speler dit seizoen (bij minimaal 15 passes).
| Play-offs Europa League Eerste halve finale | ADO Den Haag                                                             | 2 - 5 (0 - 4)                             | Vitesse | Selectie ADO Den Haag: (T: Alfons Groenendijk) | Selectie Vitesse: (T: Edward Sturing) |
| wo. 9 mei 2018 Aanvangstijd: 18:30 uur Plaats: Den Haag Cars Jeans Stadion Toeschouwers: 11.930 Scheidsrechter: Danny Makkelie Wedstrijdverslagen: Verslag ADO Verslag FCUpdate | El Khayati (penalty) 52' Immers 80' El Khayati (Duplan) 82' Duplan 90+5' | 0 - 1 0 - 2 0 - 3 0 - 4 1 - 4 1 - 5 2 - 5 | 14' Matavž (Beerens) 34' Mount (Linssen) 37' Mount (Linssen) 44' Linssen (Mount) 72' Mount (vrije trap) 73' Mount | BASISOPSTELLING: Zwinkels - Goppel, Beugelsdijk, Kanon, Meijers - Immers, El Khayati, Bakker - Becker, Johnsen, Falkenburg RESERVEBANK: Groothuizen, Coremans, N. Kuipers, B. Kuipers, Asmelash, Gorter, Hooi, Duplan, Lorenzen, Ladan WISSELS: 46' B. Kuipers Goppel 46' Duplan Falkenburg | BASISOPSTELLING: Houwen - Karavajev, Kasjia , Miazga, Büttner - Serero, Mount, Foor - Beerens, Matavž, Linssen RESERVEBANK: Pasveer, Dabo, Van der Werff, Kruiswijk, Faye, Bruns, Ali, Van Bergen, Castaignos, Buitink WISSELS: 54' Faye Büttner 61' Van Bergen Beerens 88' Bruns Mount |

Afwezig: David, Ebuehi, Kishna (blessure), Goossens (niet speelgerechtigd)
| Play-offs Europa League Tweede halve finale | Vitesse                                  | 2 - 1 (1 - 0)     | ADO Den Haag             | Selectie ADO Den Haag: (T: Alfons Groenendijk) | Selectie Vitesse: (T: Edward Sturing) |
| za. 12 mei 2018 Aanvangstijd: 18:30 uur Plaats: Arnhem Gelredome Toeschouwers: 13.715 Scheidsrechter: Kevin Blom Wedstrijdverslagen: Verslag ADO Verslag FCUpdate | Matavž (Beerens) 32' Mount (Linssen) 53' | 1 - 0 2 - 0 2 - 1 | 53' El Khayati (Johnsen) | BASISOPSTELLING: Groothuizen - B. Kuipers, Beugelsdijk, Kanon, Meijers - Immers, El Khayati, Bakker - Becker, Johnsen, Duplan RESERVEBANK: Coremans, Van der Sar, N. Kuipers, Asmelash, Gorter, Hooi, Lorenzen, Falkenburg, Ladan WISSELS: 68' Falkenburg Bakker 74' Hooi Duplan 76' Lorenzen Johnsen | BASISOPSTELLING: Houwen - Karavajev, Kasjia , Miazga, Büttner - Serero, Mount, Foor - Beerens, Matavž, Linssen RESERVEBANK: Pasveer, Tørnes, Dabo, Van der Werff, Faye, Bruns, Ali, Van Bergen, Castaignos WISSELS: 53' Bruns Serero 55' Dabo Karavajev 78' Ali Foor |

Afwezig: David, Ebuehi, Goppel, Kishna, Zwinkels (blessure), Goossens (niet speelgerechtigd)

Opmerkelijk: ADO verloor het tweeluik met Vitesse in totaal met 7-3 en werd uitgeschakeld in de play-offs voor Europees voetbal. Robert Zwinkels was er tijdens deze wedstrijd niet bij, hij kreeg een terugval van zijn liesblessure en moest geopereerd worden. Ook Trevor David moest onder het mes, hij vanwege een slepend knie-kwetsuur.

## Voetnoten
ADO Den Haag ·
Ajax ·
AZ ·
Excelsior ·
Feyenoord ·
FC Groningen ·
sc Heerenveen ·
Heracles Almelo ·
NAC Breda ·
PEC Zwolle · 
PSV ·
Roda JC Kerkrade ·
Sparta Rotterdam ·
FC Twente ·
FC Utrecht ·
Vitesse ·
VVV-Venlo ·
Willem II